# European Trophy 2013/faza grupowa
Pierwsza faza rozgrywek European Trophy w sezonie 2013 odbywała się systemem grupowym. 32 drużyny zostały podzielone do czterech ośmiozespołowych grup. Każda z drużyn rozegrała po osiem spotkań, łącznie rozegranych zostało 128 spotkań w terminie od 6 sierpnia do 8 września. Do turnieju finałowego awansowali zwycięzcy grup oraz najlepsza drużyna z drugiego miejsca, i gospodarz turnieju finałowego Eisbären Berlin.

## Podział na grupy
| Dywizja Zachodnia                                                                                           | Dywizja Północna | Dywizja Południowa | Dywizja Wschodnia |
| --- | --- | --- | --- |
| - Adler Mannheim - ERC Ingolstadt - EV Zug - Frölunda HC - Färjestad BK - HIFK Hockey - Jokerit - ZSC Lions | - EC Red Bull Salzburg - Eisbären Berlin - Hamburg Freezers - HC Kometa Brno - HC Czeskie Budziejowice - HC Pilzno 1929 - Luleå HF - Oulun Kärpät | - Piráti Chomutov - Slovan Bratysława - Sparta Praga - HV71 - Jyväskylän Pallo - Kalevan Pallo - Linköpings HC - Vienna Capitals | - Bílí tygři Liberec - Brynäs IF - Djurgårdens IF - HC Pardubice - Fribourg-Gottéron - SC Bern - Tappara Tampere - Turun Palloseura |

## Wyniki

### Dywizja Zachodnia
| 9 sierpnia 2013 | EV Zug | 1:0 | ZSC Lions | Bossard Arena, Zug |

| Szczegóły      | Szczegóły             | Szczegóły       | Szczegóły | Szczegóły |
| -------------- | --------------------- | --------------- | --------- | --- |
| Godzina: 19:45 | R. Schremp (EQ) 11:20 | (1:0, 0:0, 0:0) |           | Widzów: 3.744 Sędzia główny: Stefan Eichmann Nicolas Fluri Sędziowie liniowi: Daniel Stricker Marc Huggenberger |
| Godzina: 19:45 | 18 min                |                 | 20 min    | Widzów: 3.744 Sędzia główny: Stefan Eichmann Nicolas Fluri Sędziowie liniowi: Daniel Stricker Marc Huggenberger |

| 13 sierpnia 2013 | Färjestad BK | 4:2 | HIFK Hockey | Löfbergs Lila Arena, Karlstad |

| Szczegóły      | Szczegóły                                                                          | Szczegóły       | Szczegóły                                       | Szczegóły                                                                                              |
| -------------- | ---------------------------------------------------------------------------------- | --------------- | ----------------------------------------------- | --- |
| Godzina: 19:00 | V. Lajunen (PP) 04:11 P. Åslund (EQ) 08:07 T. Hyka (PP) 41:13 M. Holtet (EN) 19:56 | (2:0, 0:1, 2:1) | 06:12 (PP) T. Leinonen 16:07 (EQ) E. Somervuori | Widzów: 3.812 Sędzia główny: Woler Edqvist Marcus Linde Sędziowie liniowi: Ola Adamssom Simon Hillborg |
| Godzina: 19:00 | 20 min                                                                             |                 | 18 min                                          | Widzów: 3.812 Sędzia główny: Woler Edqvist Marcus Linde Sędziowie liniowi: Ola Adamssom Simon Hillborg |

| 13 sierpnia 2013 | Frölunda HC | 4:0 | Jokerit | Frölundaborg, Göteborg |

| Szczegóły      | Szczegóły                                                                                    | Szczegóły       | Szczegóły | Szczegóły                                                  |
| -------------- | -------------------------------------------------------------------------------------------- | --------------- | --------- | ---------------------------------------------------------- |
| Godzina: 19:00 | A. Johnson (PP) 02:34 P. Widerström (PP) 29:19 J. Lundqvist (PP) 41:13 J. Ahnelöv (EQ) 55:51 | (1:0, 1:0, 2:0) |           | Widzów: 4.542 Sędzia główny: Mikael Sjöqvist Pehr Claesson |
| Godzina: 19:00 | 38 min                                                                                       |                 | 48 min    | Widzów: 4.542 Sędzia główny: Mikael Sjöqvist Pehr Claesson |

| 13 sierpnia 2013 | ZSC Lions | 3:4 | ERC Ingolstadt | Kunsteisbahn Oerlikon, Zurych |

| Szczegóły      | Szczegóły                                                        | Szczegóły       | Szczegóły                                                                                | Szczegóły                                      |
| -------------- | ---------------------------------------------------------------- | --------------- | ---------------------------------------------------------------------------------------- | ---------------------------------------------- |
| Godzina: 19:00 | R. Nilsson (PP) 04:58 R. Keller (PP) 24:38 R. Shannon (EQ) 14:02 | (1:0, 1:3, 1:1) | 21:36 (EQ) J. Laliberte 49:04 (SH) A. Oblinger 55:29 (EQ) T. Turnbull 57:51 (EQ) J. Ross | Widzów: 1.020 Sędzia główny: Eichmann Stricker |
| Godzina: 19:00 | 8 min                                                            |                 | 26 min                                                                                   | Widzów: 1.020 Sędzia główny: Eichmann Stricker |

| 15 sierpnia 2013 | ERC Ingolstadt | 4:0 | EV Zug | Saturn Arena, Ingolstadt |

| Szczegóły      | Szczegóły                                                                                   | Szczegóły       | Szczegóły | Szczegóły                                                      |
| -------------- | ------------------------------------------------------------------------------------------- | --------------- | --------- | -------------------------------------------------------------- |
| Godzina: 14:30 | T. Bouck (PP) 02:25 J.-F. Boucher (EQ) 33:50 A. Oblinger (PP) 45:06 J. Laliberte (PP) 51:46 | (1:0, 1:0, 2:0) |           | Widzów: 2.509 Sędzia główny: Roland Aumüller Daniel Piechaczek |
| Godzina: 14:30 | 20 min                                                                                      |                 | 24 min    | Widzów: 2.509 Sędzia główny: Roland Aumüller Daniel Piechaczek |

| 15 sierpnia 2013 | Jokerit | 0:2 | Färjestad BK | Valtti Areena, Vantaa |

| Szczegóły      | Szczegóły | Szczegóły       | Szczegóły                                  | Szczegóły                                          |
| -------------- | --------- | --------------- | ------------------------------------------ | -------------------------------------------------- |
| Godzina: 18:30 |           | (0:0, 0:1, 0:1) | 31:06 (EQ) L. Fröberg 59:11 (EN) M. Holtet | Widzów: 1.736 Sędzia główny: A. Rantala M. Kovanen |
| Godzina: 18:30 | 12 min    |                 | 20 min                                     | Widzów: 1.736 Sędzia główny: A. Rantala M. Kovanen |

| 16 sierpnia 2013 | HIFK Hockey | 1:5 | Frölunda HC | Valtti Areena, Vantaa |

| Szczegóły      | Szczegóły               | Szczegóły       | Szczegóły | Szczegóły                                                |
| -------------- | ----------------------- | --------------- | --- | -------------------------------------------------------- |
| Godzina: 18:30 | T. Söderholm (SH) 36:41 | (0:0, 1:3, 0:2) | 23:50 (EQ) R. Figren 30:32 (PP) J. Klingberg 37:45 (PP2) R. Figren 42:00 (PP2) A. Johnson 45:12 (PP) T. Nilsson | Widzów: 1.800 Sędzia główny: Timo Metsälä Teemu Salminen |
| Godzina: 18:30 | 18 min                  |                 | 20 min | Widzów: 1.800 Sędzia główny: Timo Metsälä Teemu Salminen |

| 16 sierpnia 2013 | Adler Mannheim | 2:5 | ZSC Lions | Eishalle Weinfelden, Weinfelden |

| Szczegóły      | Szczegóły                                | Szczegóły       | Szczegóły | Szczegóły                                                    |
| -------------- | ---------------------------------------- | --------------- | --- | ------------------------------------------------------------ |
| Godzina: 20:00 | M. Kink (PP) 32:09 M. Höfflin (PP) 55:45 | (0:3, 1:1, 1:1) | 01:07 (EQ) P. Bärtschi 06:32 (EQ) M. Trachsler 13:07 (PP) L. Cunti 35:23 (PP) M. Trachsler 47:58 (EQ) S. Widmer | Widzów: 1.001 Sędzia główny: Stefan Eichmann Daniel Stricker |
| Godzina: 20:00 | 10 min                                   |                 | 12 min | Widzów: 1.001 Sędzia główny: Stefan Eichmann Daniel Stricker |

| 17 sierpnia 2013 | EV Zug | 2:5 | Adler Mannheim | Bossard Arena, Zug |

| Szczegóły      | Szczegóły                                    | Szczegóły       | Szczegóły                                                                                                  | Szczegóły                                                                                           |
| -------------- | -------------------------------------------- | --------------- | --- | --------------------------------------------------------------------------------------------------- |
| Godzina: 17:00 | F. Sutter (SH) 17:17 A. Bertaggia (EQ) 33:10 | (1:2, 1:1, 0:2) | 16:07 (EQ) F. Mauer 19:34 (EQ) Y. Lehoux 24:52 (EQ) M. Plachta 41:27 (EQ) M. Plachta 52:05 (EQ) M. Vernace | Widzów: 2.412 Sędzia główny: Didier Massy Andreas Koch Sędziowie liniowi: Roger Arm Matthias Kehrli |
| Godzina: 17:00 | 8 min                                        |                 | 4 min | Widzów: 2.412 Sędzia główny: Didier Massy Andreas Koch Sędziowie liniowi: Roger Arm Matthias Kehrli |

| 22 sierpnia 2013 | Jokerit | 4:1 | EV Zug | Valtti Areena, Vantaa |

| Szczegóły      | Szczegóły                                                                                | Szczegóły       | Szczegóły             | Szczegóły                                                     |
| -------------- | ---------------------------------------------------------------------------------------- | --------------- | --------------------- | ------------------------------------------------------------- |
| Godzina: 18:30 | A. Tyrväinen (EQ) 02:12 T. Eronen (PP) 15:30 M. Kousa (PP) 41:19 A. Tyrväinen (PP) 57:56 | (2:0, 0:1, 2:0) | 20:08 (EQ) R. Schremp | Widzów: 1.795 Sędzia główny: Jukka Hakkarainen Joonas Pinomaa |
| Godzina: 18:30 | 6 min                                                                                    |                 | 12 min                | Widzów: 1.795 Sędzia główny: Jukka Hakkarainen Joonas Pinomaa |

| 23 sierpnia 2013 | HIFK Hockey | 6:4 | ZSC Lions | Valtti Areena, Vantaa |

| Szczegóły      | Szczegóły | Szczegóły       | Szczegóły                                                                                 | Szczegóły                                                |
| -------------- | --- | --------------- | ----------------------------------------------------------------------------------------- | -------------------------------------------------------- |
| Godzina: 18:30 | A. Block (PP) 13:25 R. Fata (EQ) 28:51 R. Fata (PP) 44:49 M. Kuparinen (EQ) 54:36 I. Pakarinen (EQ) 56:44 T. Leinonen (PP) 59:11 | (1:1, 1:2, 4:1) | 05:19 (PP) S. Blindenbacher 26:52 (PP) R. Wick 39:49 (EQ) P. Bärtschi 47:29 (PP) M. Seger | Widzów: 1.528 Sędzia główny: Tom Laaksonen Marko Kovanen |
| Godzina: 18:30 | 14 min |                 | 14 min                                                                                    | Widzów: 1.528 Sędzia główny: Tom Laaksonen Marko Kovanen |

| 23 sierpnia 2013 | Färjestad BK | 4:1 | Adler Mannheim | Löfbergs Lila Arena, Karlstad |

| Szczegóły      | Szczegóły                                                                               | Szczegóły       | Szczegóły              | Szczegóły |
| -------------- | --------------------------------------------------------------------------------------- | --------------- | ---------------------- | --- |
| Godzina: 19:00 | M. Görtz (PP2) 12:58 R. Wallin (PP) 28:49 D. DiDiomete (EQ) 29:14 V. Lajunen (PP) 48:06 | (1:0, 2:0, 1:1) | 50:58 (EQ) Ch. Ullmann | Widzów: 3.468 Sędzia główny: Mikael Sjökvist Christoffer Karlsson Sędziowie liniowi: Ola Adamsson Simon Hillborg |
| Godzina: 19:00 | 16 min                                                                                  |                 | 22 min                 | Widzów: 3.468 Sędzia główny: Mikael Sjökvist Christoffer Karlsson Sędziowie liniowi: Ola Adamsson Simon Hillborg |

| 23 sierpnia 2013 | Frölunda HC | 7:3 | ERC Ingolstadt | Frölundaborg, Göteborg |

| Szczegóły      | Szczegóły | Szczegóły       | Szczegóły                                                          | Szczegóły                                             |
| -------------- | --- | --------------- | ------------------------------------------------------------------ | ----------------------------------------------------- |
| Godzina: 19:00 | A. Johnson (PP) 00:59 E. Gustafsson (EQ) 24:24 A. Johnson (EQ) 24:47 E. MeGrath (PP) 25:50 A. Blidh (EQ) 31:03 A. Wennberg (PP2) 56:29 R. Figren (EQ) 55:44 | (1:2, 4:0, 2:1) | 02:22 (EQ) R. Sabolič 02:39 (EQ) G. Classen 42:16 (EQ) A. Oblinger | Widzów: 2.798 Sędzia główny: Mikael Holm Markus Linde |
| Godzina: 19:00 | 14 min |                 | 32 min                                                             | Widzów: 2.798 Sędzia główny: Mikael Holm Markus Linde |

| 24 sierpnia 2013 | Jokerit | 1:2 | ZSC Lions | Valtti Areena, Vantaa |

| Szczegóły      | Szczegóły               | Szczegóły       | Szczegóły                                     | Szczegóły                                                  |
| -------------- | ----------------------- | --------------- | --------------------------------------------- | ---------------------------------------------------------- |
| Godzina: 13:00 | J. Tyrväinen (EQ) 48:17 | (0:0, 0:1, 1:1) | 09:05 (EQ) P. Bärtschi 48:39 (EQ) P. Bärtschi | Widzów: 1.627 Sędzia główny: Mikko Kaukokari Tom Laaksonen |
| Godzina: 13:00 | 6 min                   |                 | 12 min                                        | Widzów: 1.627 Sędzia główny: Mikko Kaukokari Tom Laaksonen |

| 24 sierpnia 2013 | HIFK Hockey | 3:4 pk. | EV Zug | Valtti Areena, Vantaa |

| Szczegóły      | Szczegóły                                                           | Szczegóły                 | Szczegóły                                                                                      | Szczegóły                                               |
| -------------- | ------------------------------------------------------------------- | ------------------------- | ---------------------------------------------------------------------------------------------- | ------------------------------------------------------- |
| Godzina: 18:30 | J. Hari (EQ) 20:38 M. Kuparinen (PP2) 49:47 T. Söderholm (PP) 52:36 | (0:2, 1:1, 2:0, 0:0, 0:1) | 10:04 (PP) A. Hutchinson 15:12 (PP) L. Martschini 25:51 (PP) B. Christen 60:00(PS) B. Christen | Widzów: 1.580 Sędzia główny: J. Hakkarainen M. Vanninen |
| Godzina: 18:30 | 12 min                                                              |                           | 14 min                                                                                         | Widzów: 1.580 Sędzia główny: J. Hakkarainen M. Vanninen |

| 25 sierpnia 2013 | Frölunda HC | 2:3 pk. | Adler Mannheim | Frölundaborg, Göteborg |

| Szczegóły      | Szczegóły                                      | Szczegóły                 | Szczegóły                                                       | Szczegóły                                                  |
| -------------- | ---------------------------------------------- | ------------------------- | --------------------------------------------------------------- | ---------------------------------------------------------- |
| Godzina: 16:00 | S. Collberg (EQ) 41:20 J. Klingberg (PP) 51:29 | (0:0, 0:0, 2:2, 0:0, 0:1) | 42:27 (EQ) F. Mauer 53:43 (PP2) S. Wagner 60:00 (PS) M. Höfflin | Widzów: 2.320 Sędzia główny: Pehr Claesson Mikael Sjöqvist |
| Godzina: 16:00 | 8 min                                          |                           | 10 min                                                          | Widzów: 2.320 Sędzia główny: Pehr Claesson Mikael Sjöqvist |

| 25 sierpnia 2013 | Färjestad BK | 3:0 | ERC Ingolstadt | Löfbergs Lila Arena, Karlstad |

| Szczegóły      | Szczegóły                                                       | Szczegóły       | Szczegóły | Szczegóły |
| -------------- | --------------------------------------------------------------- | --------------- | --------- | --- |
| Godzina: 19:00 | G. Stafford (PP) 02:33 P. Åberg (EQ) 22:35 P. Åslund (PP) 56:12 | (1:0, 1:0, 1:0) |           | Widzów: 1.974 Sędzia główny: Wolmer Edqvist Christoffer Karlsson Sędziowie liniowi: Simon Hillborg Andreas Malmkvist |
| Godzina: 19:00 | 8 min                                                           |                 | 12 min    | Widzów: 1.974 Sędzia główny: Wolmer Edqvist Christoffer Karlsson Sędziowie liniowi: Simon Hillborg Andreas Malmkvist |

| 28 sierpnia 2013 | ERC Ingolstadt | 2:3 | Adler Mannheim | Saturn Arena, Ingolstadt |

| Szczegóły      | Szczegóły                                | Szczegóły       | Szczegóły                                                     | Szczegóły                                                   |
| -------------- | ---------------------------------------- | --------------- | ------------------------------------------------------------- | ----------------------------------------------------------- |
| Godzina: 19:30 | B. Barta (SH) 45:02 T. Hambly (EN) 59:20 | (0:0, 0:1, 2:2) | 29:47 (EQ) F. Mauer 45:55 (PP) M. Kink 50:33 (EQ) Ch. Ullmann | Widzów: 1.929 Sędzia główny: Willi Schimm Daniel Piechaczek |
| Godzina: 19:30 | 6 min                                    |                 | 10 min                                                        | Widzów: 1.929 Sędzia główny: Willi Schimm Daniel Piechaczek |

| 30 sierpnia 2013 | Jokerit | 2:0 | HIFK Hockey | Hartwall Areena, Helsinki |

| Szczegóły      | Szczegóły                                         | Szczegóły       | Szczegóły | Szczegóły                                                     |
| -------------- | ------------------------------------------------- | --------------- | --------- | ------------------------------------------------------------- |
| Godzina: 18:30 | T. Teräväinen (PP) 23:10 T. Teräväinen (EQ) 40:36 | (0:0, 1:0, 1:0) |           | Widzów: 7.079 Sędzia główny: Jukka Hakkarainen Mikko Vanninen |
| Godzina: 18:30 | 10 min                                            |                 | 10 min    | Widzów: 7.079 Sędzia główny: Jukka Hakkarainen Mikko Vanninen |

| 30 sierpnia 2013 | ZSC Lions | 1:2 | Färjestad BK | Kunsteisbahn KEK, Küsnacht |

| Szczegóły      | Szczegóły              | Szczegóły       | Szczegóły                                 | Szczegóły                                                                      |
| -------------- | ---------------------- | --------------- | ----------------------------------------- | ------------------------------------------------------------------------------ |
| Godzina: 19:45 | P. Bärtschi (EQ) 28:59 | (0:0, 1:2, 0:0) | 39:13 (EQ) A. Grundel 39:49 (EQ) M. Görtz | Widzów: 1.567 Sędzia główny: Eichmann Stricker Sędziowie liniowi: Fluri Kehrli |
| Godzina: 19:45 | 18 min                 |                 | 16 min                                    | Widzów: 1.567 Sędzia główny: Eichmann Stricker Sędziowie liniowi: Fluri Kehrli |

| 30 sierpnia 2013 | EV Zug | 3:7 | Frölunda HC | Bossard Arena, Zug |

| Szczegóły      | Szczegóły                                                      | Szczegóły       | Szczegóły | Szczegóły                                                                                                 |
| -------------- | -------------------------------------------------------------- | --------------- | --- | --- |
| Godzina: 19:45 | L. Martschini (EQ) 04:18 R. Suri (EQ) 10:08 S. Erni (EQ) 27:32 | (2:0, 1:5, 0:2) | 21:50 (EQ) Ch. Perssin 22:32 (EQ) F. Brunnström 23:43 (EQ) Ch. Bäckman 24:02 (EQ) A. Axelsson 32:36 (PP2) S. Collberg 45:34 (PP) A. Wennberg 55:05 (PP) Ch. Bäckman | Widzów: 2.546 Sędzia główny: Danny Kurmann Brent Reiber Sędziowie liniowi: Franco Espinoza Mathias Jetzer |
| Godzina: 19:45 | 16 min                                                         |                 | 6 min | Widzów: 2.546 Sędzia główny: Danny Kurmann Brent Reiber Sędziowie liniowi: Franco Espinoza Mathias Jetzer |

| 31 sierpnia 2013 | HIFK Hockey | 0:4 | Jokerit | Valtti Areena, Vantaa |

| Szczegóły      | Szczegóły | Szczegóły       | Szczegóły                                                                           | Szczegóły |
| -------------- | --------- | --------------- | ----------------------------------------------------------------------------------- | --- |
| Godzina: 17:00 |           | (0:0, 0:2, 0:2) | 28:15 (PP2) S. Moses 29:57 (PP) A.-J. Niemi 45:25 (PP) N. Hardt 57:17 (PP) J. Ruutu | Widzów: 1.800 Sędzia główny: Jukka Hakkarainen Tom Laaksonen Sędziowie liniowi: Masi Puolakka Daniel Österholm |
| Godzina: 17:00 | 10 min    |                 | 8 min                                                                               | Widzów: 1.800 Sędzia główny: Jukka Hakkarainen Tom Laaksonen Sędziowie liniowi: Masi Puolakka Daniel Österholm |

| 31 sierpnia 2013 | EV Zug | 1:4 | Färjestad BK | Bossard Arena, Zug |

| Szczegóły      | Szczegóły          | Szczegóły       | Szczegóły                                                                            | Szczegóły |
| -------------- | ------------------ | --------------- | ------------------------------------------------------------------------------------ | --- |
| Godzina: 18:00 | N. Diem (SH) 41:54 | (0:1, 0:1, 1:2) | 18:20 (EQ) J. Hillding 26:08 (EQ) J. Nygård 44:04 (EQ) M. Görtz 59:06 (EN) M. Holtet | Widzów: 2.213 Sędzia główny: Andreas Fischer Karol Popovic Sędziowie liniowi: Joris Müller Marc-Henri Progin |
| Godzina: 18:00 | 14 min             |                 | 16 min                                                                               | Widzów: 2.213 Sędzia główny: Andreas Fischer Karol Popovic Sędziowie liniowi: Joris Müller Marc-Henri Progin |

| 31 sierpnia 2013 | ZSC Lions | 3:1 | Frölunda HC | Kunsteisbahn Chreis, Dübendorf |

| Szczegóły      | Szczegóły                                                     | Szczegóły       | Szczegóły              | Szczegóły                                                                    |
| -------------- | ------------------------------------------------------------- | --------------- | ---------------------- | ---------------------------------------------------------------------------- |
| Godzina: 19:00 | R. Wick (EQ) 30:18 P. Geering (EQ) 34:49 R. Keller (EN) 59:15 | (0:1, 2:0, 1:0) | 07:17 (EQ) M. Kahnberg | Widzów: 1.018 Sędzia główny: Kurmann Wirth Sędziowie liniowi: Brunner Kehrli |
| Godzina: 19:00 | 10 min                                                        |                 | 4 min                  | Widzów: 1.018 Sędzia główny: Kurmann Wirth Sędziowie liniowi: Brunner Kehrli |

| 1 września 2013 | Adler Mannheim | 3:2 pk. | ERC Ingolstadt | Kolbenschmidt Arena, Heilbronn |

| Szczegóły      | Szczegóły                                                       | Szczegóły                 | Szczegóły                                     | Szczegóły                                 |
| -------------- | --------------------------------------------------------------- | ------------------------- | --------------------------------------------- | ----------------------------------------- |
| Godzina: 18:30 | F. Maurer (PP) 03:11 M. Plachta (PP) 12:04 Y. Lehoux (PS) 60:00 | (2:0, 0:0, 0:2, 0:0, 1:0) | 59:11 (SH) J. Laliberte 59:41 (EN) J. Ficenec | Widzów: 1.547 Sędzia główny: Brill Oswald |
| Godzina: 18:30 | 28 min                                                          |                           | 26 min                                        | Widzów: 1.547 Sędzia główny: Brill Oswald |

| 5 września 2013 | ERC Ingolstadt | 5:2 | HIFK Hockey | Saturn Arena, Ingolstadt |

| Szczegóły      | Szczegóły | Szczegóły       | Szczegóły                                  | Szczegóły                                                   |
| -------------- | --- | --------------- | ------------------------------------------ | ----------------------------------------------------------- |
| Godzina: 19:30 | J. Ross (PP) 06:19 J. Laliberte (EQ) 13:19 R. Sabolic (EQ) 13:59 Ch. Gawlik (PP) 35:36 J.-F. Boucher (PP) 42:01 | (3:0, 1:1, 1:1) | 22:54 (EQ) I. Pakarinen 49:03 (SH) R. Fata | Widzów: 1.744 Sędzia główny: Roland Aumüller Alfred Hascher |
| Godzina: 19:30 | 10 min |                 | 12 min                                     | Widzów: 1.744 Sędzia główny: Roland Aumüller Alfred Hascher |

| 5 września 2013 | Adler Mannheim | 1:2 pd. | Jokerit | SAP Arena, Mannheim |

| Szczegóły      | Szczegóły             | Szczegóły            | Szczegóły                                  | Szczegóły                                       |
| -------------- | --------------------- | -------------------- | ------------------------------------------ | ----------------------------------------------- |
| Godzina: 19:30 | M. Plachta (PP) 43:02 | (0:1, 0:0, 1:0, 0:1) | 14:58 (EQ) J. Lahti 60:59 (EQ) O. Väänänen | Widzów: 6.214 Sędzia główny: Brüggemann Daniels |
| Godzina: 19:30 | 2 min                 |                      | 8 min                                      | Widzów: 6.214 Sędzia główny: Brüggemann Daniels |

| 6 września 2013 | Frölunda HC | 5:2 | Färjestad BK | Scandinavium, Göteborg |

| Szczegóły      | Szczegóły | Szczegóły       | Szczegóły                                | Szczegóły                                                 |
| -------------- | --- | --------------- | ---------------------------------------- | --------------------------------------------------------- |
| Godzina: 19:00 | E. McGrath (PP) 13:21 S. Collberg (EQ) 21:46 A. Johnson (EQ) 25:24 R. Figren (EQ) 26:53 A. Axelsson (EQ) 59:47 | (1:0, 3:1, 1:1) | 34:58 (SH) P. Åslund 42:33 (PP) M. Görtz | Widzów: 7.828 Sędzia główny: Mikael Holm Morgan Johansson |
| Godzina: 19:00 | 18 min |                 | 18 min                                   | Widzów: 7.828 Sędzia główny: Mikael Holm Morgan Johansson |

| 6 września 2013 | ZSC Lions | 3:2 | EV Zug | Kunsteisbahn KEK, Küsnacht |

| Szczegóły      | Szczegóły                                                             | Szczegóły       | Szczegóły                                     | Szczegóły                                                                       |
| -------------- | --------------------------------------------------------------------- | --------------- | --------------------------------------------- | ------------------------------------------------------------------------------- |
| Godzina: 20:00 | M. Künzle (EQ) 01:32 S. Blindenbacher (EQ) 05:32 R. Kenins (EQ) 41:58 | (2:1, 0:0, 1:1) | 11:19 (EQ) B. Christen 52:44 (PP) B. Christen | Widzów: 1.050 Sędzia główny: Eichmann Wiegand Sędziowie liniowi: Dumoulin Zosso |
| Godzina: 20:00 | 6 min                                                                 |                 | 10 min                                        | Widzów: 1.050 Sędzia główny: Eichmann Wiegand Sędziowie liniowi: Dumoulin Zosso |

| 7 września 2013 | Adler Mannheim | 3:2 | HIFK Hockey | SAP Arena, Mannheim |

| Szczegóły      | Szczegóły                                                       | Szczegóły       | Szczegóły                                      | Szczegóły                                        |
| -------------- | --------------------------------------------------------------- | --------------- | ---------------------------------------------- | ------------------------------------------------ |
| Godzina: 12:00 | D. Bittner (EQ) 17:14 F. Maurer (EQ) 21:12 Y. Lehoux (PP) 23:46 | (1:2, 2:0, 0:0) | 06:01 (EQ) T. Salmelainen 11:21 (EQ) C. Elkins | Widzów: 5.479 Sędzia główny: Zehetleitner Oswald |
| Godzina: 12:00 | 12 min                                                          |                 | 20 min                                         | Widzów: 5.479 Sędzia główny: Zehetleitner Oswald |

| 7 września 2013 | Färjestad BK | 2:1 | Frölunda HC | Löfbergs Lila Arena, Karlstad |

| Szczegóły      | Szczegóły                                | Szczegóły       | Szczegóły             | Szczegóły |
| -------------- | ---------------------------------------- | --------------- | --------------------- | --- |
| Godzina: 16:00 | S. Belle (EQ) 32:19 J. Nygård (SH) 55:07 | (0:0, 1:1, 1:0) | 24:20 (PP) E. McGrath | Widzów: 3.530 Sędzia główny: Christer Lärking Marcus Linde Sędziowie liniowi: Henrik Pihlblad Daniel Persson |
| Godzina: 16:00 | 14 min                                   |                 | 12 min                | Widzów: 3.530 Sędzia główny: Christer Lärking Marcus Linde Sędziowie liniowi: Henrik Pihlblad Daniel Persson |

| 7 września 2013 | ERC Ingolstadt | 2:4 | Jokerit | Saturn Arena, Ingolstadt |

| Szczegóły      | Szczegóły                                | Szczegóły       | Szczegóły                                                                         | Szczegóły                                               |
| -------------- | ---------------------------------------- | --------------- | --------------------------------------------------------------------------------- | ------------------------------------------------------- |
| Godzina: 18:30 | Ch. Gawlik (EQ) 20:58 D. Hahn (EQ) 27:48 | (0:1, 2:1, 0:2) | 01:13 (EQ) N. Hardt 28:21 (EQ) S. Ben-Amor 56:32 (EQ) S. Moses 59:09 (EN) T. Mäki | Widzów: 1.543 Sędzia główny: Marcus Brill Stephan Bauer |
| Godzina: 18:30 | 8 min                                    |                 | 16 min                                                                            | Widzów: 1.543 Sędzia główny: Marcus Brill Stephan Bauer |

Tabela Dywizji Zachodniej
| Lp. | Zespół         | M | Pkt | W | WpD | PpD | P | G + | G – | +/− |
| --- | -------------- | - | --- | - | --- | --- | - | --- | --- | --- |
| 1   | Färjestad BK   | 8 | 21  | 7 | 0   | 0   | 1 | 23  | 11  | +12 |
| 2   | Frölunda HC    | 8 | 16  | 5 | 0   | 1   | 2 | 32  | 17  | +15 |
| 3   | Jokerit        | 8 | 14  | 4 | 1   | 0   | 3 | 17  | 12  | +5  |
| 4   | Adler Mannheim | 8 | 14  | 3 | 2   | 1   | 2 | 21  | 21  | 0   |
| 5   | ZSC Lions      | 8 | 12  | 4 | 0   | 0   | 4 | 21  | 19  | +2  |
| 6   | ERC Ingolstadt | 8 | 10  | 3 | 0   | 1   | 4 | 22  | 25  | –3  |
| 7   | EV Zug         | 8 | 5   | 1 | 1   | 0   | 6 | 14  | 30  | –16 |
| 8   | HIFK Hockey    | 8 | 4   | 1 | 0   | 1   | 6 | 16  | 31  | –15 |

Lp. = lokata, M = liczba rozegranych spotkań, Pkt = Liczba zdobytych punktów, W = Wygrane, WpD = Wygrane po dogrywce lub karnych, PpD = Porażki po dogrywce lub karnych, P = Porażki, G+ = Gole strzelone, G- = Gole stracone, +/− = bilans bramek

### Dywizja Północna
| 13 sierpnia 2013 | HC Pilzno 1929 | 2:5 | HC Czeskie Budziejowice | CEZ Arena, Pilzno |

| Szczegóły      | Szczegóły                                  | Szczegóły       | Szczegóły                                                                                                   | Szczegóły                                                                        |
| -------------- | ------------------------------------------ | --------------- | --- | -------------------------------------------------------------------------------- |
| Godzina: 17:30 | V. Pletka (EQ) 12:28 J. Jeřábek (EQ) 56:20 | (1:1, 0:3, 1:1) | 14:42 (PP) T. Knotek 30:45 (SH) M. Podlešák 34:33 (EQ) L. Květoň 37:00 (EQ) V. Škoda 45:16 (EQ) M. Podlešák | Widzów: 1.500 Sędzia główny: Sindler Svoboda Sędziowie liniowi: Jelinek Suchanek |
| Godzina: 17:30 | 14 min                                     |                 | 14 min | Widzów: 1.500 Sędzia główny: Sindler Svoboda Sędziowie liniowi: Jelinek Suchanek |

| 13 sierpnia 2013 | HC Kometa Brno | 0:4 | Red Bull Salzburg | Kajot Arena, Brno |

| Szczegóły      | Szczegóły  | Szczegóły       | Szczegóły                                                                        | Szczegóły                                                               |
| -------------- | ---------- | --------------- | -------------------------------------------------------------------------------- | ----------------------------------------------------------------------- |
| Godzina: 18:00 |            | (0:3, 0:1, 0:0) | 11:38 (EQ) K. Komarek 14:28 (EQ) D. Lynch 19:30 (EQ) G. Roe 23:19 (EQ) M. Latusa | Widzów: 2.658 Sędzia główny: Cech Polak Sędziowie liniowi: Klein Skopal |
| Godzina: 18:00 | 10 min kar |                 | 20 min kar                                                                       | Widzów: 2.658 Sędzia główny: Cech Polak Sędziowie liniowi: Klein Skopal |

| 13 sierpnia 2013 | Oulun Kärpät | 0:4 | Eisbären Berlin | Oulun Energia Areena, Oulu |

| Szczegóły      | Szczegóły | Szczegóły       | Szczegóły                                                                                 | Szczegóły                                             |
| -------------- | --------- | --------------- | ----------------------------------------------------------------------------------------- | ----------------------------------------------------- |
| Godzina: 18:30 |           | (0:1, 0:1, 0:2) | 06:55 (SH) B. Tallackson 21:49 (EQ) L. Braun 53:20 (EQ) D. Olver 55:50 (EN) B. Tallackson | Widzów: 4.210 Sędzia główny: Vesa Keränen Joonas Kova |
| Godzina: 18:30 | 8 min kar |                 | 16 min kar                                                                                | Widzów: 4.210 Sędzia główny: Vesa Keränen Joonas Kova |

| 13 sierpnia 2013 | Luleå HF | 3:1 | Hamburg Freezers | Coop Arena, Luleå |

| Szczegóły      | Szczegóły                                                         | Szczegóły       | Szczegóły          | Szczegóły                                                                                              |
| -------------- | ----------------------------------------------------------------- | --------------- | ------------------ | --- |
| Godzina: 19:00 | L. Klasen (EQ) 15:09 L. Persson (EQ) 20:17 D. Mannberg (EQ) 36:02 | (1:0, 2:1, 0:0) | 56:13 (EQ) D. Wolf | Widzów: 3.326 Sędzia główny: Tobias Björk Linus Öhlund Sędziowie liniowi: Emil Yletyinen Johannes Käck |
| Godzina: 19:00 | 8 min kar                                                         |                 | 18 min kar         | Widzów: 3.326 Sędzia główny: Tobias Björk Linus Öhlund Sędziowie liniowi: Emil Yletyinen Johannes Käck |

| 15 sierpnia 2013 | HC Czeskie Budziejowice | 1:5 | HC Kometa Brno | Budvar Arena, Czeskie Budziejowice |

| Szczegóły      | Szczegóły             | Szczegóły       | Szczegóły                                                                                                   | Szczegóły                                           |
| -------------- | --------------------- | --------------- | --- | --------------------------------------------------- |
| Godzina: 17:30 | R. Červený (PP) 59:02 | (0:1, 0:2, 1:2) | 03:58 (PP) T. Svoboda 29:01 (PP) V. Burian 32:37 (SH) T. Svoboda 42:32 (SH) M. Dočekal 54:29 (EQ) J. Koreis | Widzów: 1.328 Sędzia główny: Jan Hribik Petr Ulehla |
| Godzina: 17:30 | 10 min kar            |                 | 10 min kar                                                                                                  | Widzów: 1.328 Sędzia główny: Jan Hribik Petr Ulehla |

| 16 sierpnia 2013 | Red Bull Salzburg | 2:3 | HC Pilzno 1929 | Eisarena Salzburg, Salzburg |

| Szczegóły      | Szczegóły                               | Szczegóły       | Szczegóły                                                      | Szczegóły                                                    |
| -------------- | --------------------------------------- | --------------- | -------------------------------------------------------------- | ------------------------------------------------------------ |
| Godzina: 19:15 | M. Wahl (PP) 37:37 J. Motzko (PP) 52:57 | (0:0, 1:3, 1:0) | 25:48 (SH) Š. Novotný 27:44 (EQ) P. Petruška 38:58 (EQ) J. Lev | Widzów: 1.680 Sędzia główny: Thomas Bernecker Roland Kellner |
| Godzina: 19:15 | 12 min kar                              |                 | 24 min kar                                                     | Widzów: 1.680 Sędzia główny: Thomas Bernecker Roland Kellner |

| 17 sierpnia 2013 | Hamburg Freezers | 4:5 | Oulun Kärpät | Eisarena, Bremerhaven |

| Szczegóły      | Szczegóły                                                                                        | Szczegóły       | Szczegóły | Szczegóły                                       |
| -------------- | ------------------------------------------------------------------------------------------------ | --------------- | --- | ----------------------------------------------- |
| Godzina: 18:30 | G. Festerling (PP) 04:30 J. Bettauer (EQ) 26:45 M. Pettinger (EQ) 55:26 G. Festerling (PK) 59:20 | (1:2, 1:2, 2:1) | 09:20 (EQ) J. Kemppainen 12:31 (PP) D. Květoň 36:49 (PK) M. Alikoski 39:25 (EQ) M. Pyörälä 48:16 (EQ) J. Kemppainen | Widzów: 2.200 Sędzia główny: Schukies Steinecke |
| Godzina: 18:30 | 12 min kar                                                                                       |                 | 10 min kar | Widzów: 2.200 Sędzia główny: Schukies Steinecke |

| 17 sierpnia 2013 | Eisbären Berlin | 1:4 | Luleå HF | O2 World, Berlin |

| Szczegóły      | Szczegóły             | Szczegóły       | Szczegóły                                                                          | Szczegóły                                       |
| -------------- | --------------------- | --------------- | ---------------------------------------------------------------------------------- | ----------------------------------------------- |
| Godzina: 18:30 | F. Hördler (EQ) 45:51 | (0:1, 0:2, 1:1) | 09:28 (EQ) D. Kukan 25:05 (EQ) L. Persson 26:41 (EQ) P. Ledin 53:38 (EQ) L. Klasen | Widzów: 6.100 Sędzia główny: S. Klau C. Lenhart |
| Godzina: 18:30 | 20 min kar            |                 | 16 min kar                                                                         | Widzów: 6.100 Sędzia główny: S. Klau C. Lenhart |

| 23 sierpnia 2013 | HC Czeskie Budziejowice | 1:2 | Luleå HF | Budvar Arena, Czeskie Budziejowice |

| Szczegóły      | Szczegóły             | Szczegóły       | Szczegóły                                   | Szczegóły                                                              |
| -------------- | --------------------- | --------------- | ------------------------------------------- | ---------------------------------------------------------------------- |
| Godzina: 17:30 | R. Vrablik (EQ) 23:44 | (0:1, 1:0, 0:1) | 08:06 (EQ) L. Klasen 53:06 (EQ) L. Wallmark | Widzów: 1.098 Sędzia główny: Jan Hribik Sędziowie liniowi: Petr Ulehla |
| Godzina: 17:30 | 22 min kar            |                 | 8 min kar                                   | Widzów: 1.098 Sędzia główny: Jan Hribik Sędziowie liniowi: Petr Ulehla |

| 23 sierpnia 2013 | HC Kometa Brno | 5:2 | Hamburg Freezers | Kajot Arena, Brno |

| Szczegóły      | Szczegóły                                                                                                | Szczegóły       | Szczegóły                             | Szczegóły                                                                |
| -------------- | --- | --------------- | ------------------------------------- | ------------------------------------------------------------------------ |
| Godzina: 18:00 | D. Nosek (EQ) 05:19 H. Zohorna (EQ) 13:35 L. Čermák (EQ) 20:52 L. Čermák (EQ) 34:11 V. Burian (EQ) 34:42 | (2:1, 3:1, 0:0) | 13:13 (EQ) D. Wolf 30:43 (EQ) D. Wolf | Widzów: 2.630 Sędzia główny: Cech Polak Sędziowie liniowi: Jindra Skopal |
| Godzina: 18:00 | 16 min kar                                                                                               |                 | 28 min kar                            | Widzów: 2.630 Sędzia główny: Cech Polak Sędziowie liniowi: Jindra Skopal |

| 23 sierpnia 2013 | Red Bull Salzburg | 3:2 | Oulun Kärpät | Eisarena Salzburg, Salzburg |

| Szczegóły      | Szczegóły                                                   | Szczegóły       | Szczegóły                                    | Szczegóły                                                                    |
| -------------- | ----------------------------------------------------------- | --------------- | -------------------------------------------- | ---------------------------------------------------------------------------- |
| Godzina: 19:15 | M. Boivin (EQ) 14:07 M. Keith (EQ) 25:05 M. Wahl (EQ) 43:50 | (1:0, 1:1, 1:1) | 38:57 (EQ) M. Lehtonen 46:16 (EQ) A. Ohtamaa | Widzów: 1.510 Sędzia główny: Michael Graber Sędziowie liniowi: Shane Warshaw |
| Godzina: 19:15 | 10 min kar                                                  |                 | 12 min kar                                   | Widzów: 1.510 Sędzia główny: Michael Graber Sędziowie liniowi: Shane Warshaw |

| 24 sierpnia 2013 | HC Pilzno 1929 | 2:0 | Eisbären Berlin | CEZ Arena, Pilzno |

| Szczegóły      | Szczegóły                               | Szczegóły       | Szczegóły  | Szczegóły                                                                   |
| -------------- | --------------------------------------- | --------------- | ---------- | --------------------------------------------------------------------------- |
| Godzina: 17:30 | J. Hanzlik (EQ) 08:14 J. Lev (EQ) 16:21 | (2:0, 0:0, 0:0) |            | Widzów: 2.500 Sędzia główny: Hodek Svoboda Sędziowie liniowi: Pesek Brejcha |
| Godzina: 17:30 | 18 min kar                              |                 | 90 min kar | Widzów: 2.500 Sędzia główny: Hodek Svoboda Sędziowie liniowi: Pesek Brejcha |

| 25 sierpnia 2013 | HC Czeskie Budziejowice | 2:3 | Oulun Kärpät | Budvar Arena, Czeskie Budziejowice |

| Szczegóły      | Szczegóły                           | Szczegóły       | Szczegóły                                                       | Szczegóły                                                              |
| -------------- | ----------------------------------- | --------------- | --------------------------------------------------------------- | ---------------------------------------------------------------------- |
| Godzina: 17:00 | R. Dej (EQ) 22:58 R. Dej (EQ) 59:30 | (0:2, 1:1, 1:0) | 09:45 (EQ) V. Pokka 16:06 (EQ) M. Pyörälä 34:02 (EQ) M. Pyörälä | Widzów: 1.519 Sędzia główny: Jan Hribik Sędziowie liniowi: Petr Ulehla |
| Godzina: 17:00 | 12 min kar                          |                 | 6 min kar                                                       | Widzów: 1.519 Sędzia główny: Jan Hribik Sędziowie liniowi: Petr Ulehla |

| 25 sierpnia 2013 | HC Kometa Brno | 2:1 | Eisbären Berlin | Kajot Arena, Brno |

| Szczegóły      | Szczegóły                                  | Szczegóły                 | Szczegóły             | Szczegóły                                                                 |
| -------------- | ------------------------------------------ | ------------------------- | --------------------- | ------------------------------------------------------------------------- |
| Godzina: 17:00 | P. Jenys (EQ) 16:57 T. Svoboda (PEN) 60:00 | (1:0, 0:0, 0:1, 0:0, 1:0) | 59:07 (EQ) S. Lalonde | Widzów: 2.825 Sędzia główny: Homola Polak Sędziowie liniowi: Cerny Skopal |
| Godzina: 17:00 | 14 min kar                                 |                           | 48 min kar            | Widzów: 2.825 Sędzia główny: Homola Polak Sędziowie liniowi: Cerny Skopal |

| 25 sierpnia 2013 | Red Bull Salzburg | 4:3 | Luleå HF | Eisarena Salzburg, Salzburg |

| Szczegóły      | Szczegóły                                                                              | Szczegóły                 | Szczegóły                                                       | Szczegóły                                                                   |
| -------------- | -------------------------------------------------------------------------------------- | ------------------------- | --------------------------------------------------------------- | --------------------------------------------------------------------------- |
| Godzina: 17:30 | T. Raffl (EQ) 24:44 E. Brophey (EQ) 47:34 E. Brophey (EQ) 58:14 K. Komarek (PEN) 60:00 | (0:1, 1:1, 2:1, 0:0, 1:0) | 07:47 (EQ) A. Hjelm 27:31 (EQ) J. Forsberg 40:42 (EQ) L. Klasen | Widzów: 1.020 Sędzia główny: Cristian Kaspar Sędziowie liniowi: Georg Veith |
| Godzina: 17:30 | 8 min kar                                                                              |                           | 12 min kar                                                      | Widzów: 1.020 Sędzia główny: Cristian Kaspar Sędziowie liniowi: Georg Veith |

| 25 sierpnia 2013 | HC Pilzno 1929 | 3:2 | Hamburg Freezers | CEZ Arena, Pilzno |

| Szczegóły      | Szczegóły                                                          | Szczegóły                 | Szczegóły                                 | Szczegóły                                                                     |
| -------------- | ------------------------------------------------------------------ | ------------------------- | ----------------------------------------- | ----------------------------------------------------------------------------- |
| Godzina: 17:30 | V. Pletka (EQ) 21:42 P. Petruska (EQ) 27:04 O. Kratena (PEN) 60:00 | (0:1, 2:1, 0:0, 0:0, 1:0) | 07:27 (EQ) M. Madsen 31:24 (EQ) F. Cabana | Widzów: 1.500 Sędzia główny: Sindler Svoboda Sędziowie liniowi: Pesek Jelinek |
| Godzina: 17:30 | 14 min kar                                                         |                           | 12 min kar                                | Widzów: 1.500 Sędzia główny: Sindler Svoboda Sędziowie liniowi: Pesek Jelinek |

| 30 sierpnia 2013 | Oulun Kärpät | 1:3 | HC Pilzno 1929 | Oulun Energia Areena, Oulu |

| Szczegóły      | Szczegóły             | Szczegóły       | Szczegóły                                                        | Szczegóły                                                                |
| -------------- | --------------------- | --------------- | ---------------------------------------------------------------- | ------------------------------------------------------------------------ |
| Godzina: 18:30 | M. Pyörälä (EQ) 36:37 | (0:1, 1:0, 0:2) | 16:48 (EQ) O. Kratena 54:39 (EQ) T. Sykora 58:09 (EQ) O. Kratena | Widzów: 3.580 Sędzia główny: Vesa Keränen Sędziowie liniowi: Joonas Kova |
| Godzina: 18:30 | 10 min kar            |                 | 16 min kar                                                       | Widzów: 3.580 Sędzia główny: Vesa Keränen Sędziowie liniowi: Joonas Kova |

| 30 sierpnia 2013 | Luleå HF | 5:1 | HC Kometa Brno | Coop Arena, Luleå |

| Szczegóły      | Szczegóły                                                                                                 | Szczegóły       | Szczegóły             | Szczegóły                                                                |
| -------------- | --- | --------------- | --------------------- | ------------------------------------------------------------------------ |
| Godzina: 19:00 | L. Persson (EQ) 04:01 C. Abbott (EQ) 10:14 P. Ledin (EQ) 10:43 P. Ledin (EQ) 29:01 N. Olausson (EQ) 49:41 | (3:0, 1:1, 1:0) | 36:48 (EQ) T. Svoboda | Widzów: 3.545 Sędzia główny: Linus Öhlund Sędziowie liniowi: Mikael Holm |
| Godzina: 19:00 | 10 min kar                                                                                                |                 | 30 min kar            | Widzów: 3.545 Sędzia główny: Linus Öhlund Sędziowie liniowi: Mikael Holm |

| 30 sierpnia 2013 | Eisbären Berlin | 4:1 | HC Czeskie Budziejowice | Wellblechpalast, Berlin |

| Szczegóły      | Szczegóły                                                                         | Szczegóły       | Szczegóły              | Szczegóły                                                            |
| -------------- | --------------------------------------------------------------------------------- | --------------- | ---------------------- | -------------------------------------------------------------------- |
| Godzina: 19:30 | D. Olver (EQ) 20:59 F. Hördler (EQ) 24:23 L. Braun (EQ) 27:24 F. Busch (EQ) 53:55 | (0:0, 3:0, 1:1) | 47:58 (EQ) M. Svihalek | Widzów: 3.100 Sędzia główny: L.Brüggemann Sędziowie liniowi: St.Klau |
| Godzina: 19:30 | 6 min kar                                                                         |                 | 12 min kar             | Widzów: 3.100 Sędzia główny: L.Brüggemann Sędziowie liniowi: St.Klau |

| 30 sierpnia 2013 | Hamburg Freezers | 5:0 | Red Bull Salzburg | SE Arena, Vojens |

| Szczegóły      | Szczegóły | Szczegóły       | Szczegóły  | Szczegóły                                                                 |
| -------------- | --- | --------------- | ---------- | ------------------------------------------------------------------------- |
| Godzina: 19:30 | M. Pettinger (EQ) 10:16 G. Festerling (EQ) 24:25 T. Oppenheimer (EQ) 32:35 M. Madsen (EQ) 55:42 P. Dupuis (EQ) 59:18 | (1:0, 2:0, 2:0) |            | Widzów: 1.600 Sędzia główny: Jacob Grumsen Sędziowie liniowi: Sören Reiss |
| Godzina: 19:30 | 31 min kar |                 | 37 min kar | Widzów: 1.600 Sędzia główny: Jacob Grumsen Sędziowie liniowi: Sören Reiss |

| 31 sierpnia 2013 | Oulun Kärpät | 2:1 | HC Kometa Brno | Oulun Energia Areena, Oulu |

| Szczegóły      | Szczegóły                                       | Szczegóły       | Szczegóły             | Szczegóły                                                                |
| -------------- | ----------------------------------------------- | --------------- | --------------------- | ------------------------------------------------------------------------ |
| Godzina: 17:00 | V.-V. Leskinen (EQ) 18:32 M. Pyörälä (EQ) 44:45 | (1:0, 0:0, 1:1) | 47:48 (EQ) M. Docekal | Widzów: 3.021 Sędzia główny: Vesa Keränen Sędziowie liniowi: Joonas Kova |
| Godzina: 17:00 | 10 min kar                                      |                 | 8 min kar             | Widzów: 3.021 Sędzia główny: Vesa Keränen Sędziowie liniowi: Joonas Kova |

| 31 sierpnia 2013 | Luleå HF | 1:0 | HC Pilzno 1929 | Coop Arena, Luleå |

| Szczegóły      | Szczegóły             | Szczegóły       | Szczegóły  | Szczegóły                                                                |
| -------------- | --------------------- | --------------- | ---------- | ------------------------------------------------------------------------ |
| Godzina: 18:30 | L. Persson (EQ) 07:18 | (0:0, 1:0, 0:0) |            | Widzów: 3.623 Sędzia główny: Linus Öhlund Sędziowie liniowi: Mikael Holm |
| Godzina: 18:30 | 8 min kar             |                 | 38 min kar | Widzów: 3.623 Sędzia główny: Linus Öhlund Sędziowie liniowi: Mikael Holm |

| 1 września 2013 | Hamburg Freezers | 2:5 | HC Czeskie Budziejowice | Eissporthalle Farmsen, Hamburg |

| Szczegóły      | Szczegóły                                   | Szczegóły       | Szczegóły                                                                                                 | Szczegóły                                                                 |
| -------------- | ------------------------------------------- | --------------- | --- | ------------------------------------------------------------------------- |
| Godzina: 14:30 | M. Madsen (EQ) 53:47 J. Jakobsen (EQ) 54:51 | (0:2, 0:2, 2:1) | 07:30 (EQ) J. Suja 17:14 (EQ) J. Marek 27:34 (EQ) L. Kveton 35:04 (EQ) J. Langhammer 55:10 (EQ) L. Kveton | Widzów: 1.623 Sędzia główny: Sven Fischer Sędziowie liniowi: Steffen Klau |
| Godzina: 14:30 | 8 min kar                                   |                 | 12 min kar                                                                                                | Widzów: 1.623 Sędzia główny: Sven Fischer Sędziowie liniowi: Steffen Klau |

| 1 września 2013 | Eisbären Berlin | 5:4 | EC Red Bull Salzburg | Wellblechpalast, Berlin |

| Szczegóły      | Szczegóły | Szczegóły       | Szczegóły                                                                      | Szczegóły                                                            |
| -------------- | --- | --------------- | ------------------------------------------------------------------------------ | -------------------------------------------------------------------- |
| Godzina: 16:30 | B. Tallackson (EQ) 27:29 L. Braun (EQ) 39:29 T.J. Mulock (EQ) 43:40 L. Braun (EQ) 45:07 B. Tallackson (EQ) 59:41 | (0:1, 2:2, 3:1) | 07:27 (EQ) M. Wahl 32:07 (EQ) M. Latusa 36:45 (EQ) G. Roe 47:10 (EQ) D. Welser | Widzów: 3.700 Sędzia główny: C.Lehnart Sędziowie liniowi: G.Jakublov |
| Godzina: 16:30 | 22 min kar |                 | 51 min kar                                                                     | Widzów: 3.700 Sędzia główny: C.Lehnart Sędziowie liniowi: G.Jakublov |

| 6 września 2013 | HC Czeskie Budziejowice | 4:5 | EC Red Bull Salzburg | Budvar Arena, Czeskie Budziejowice |

| Szczegóły      | Szczegóły                                                                        | Szczegóły       | Szczegóły                                                                                               | Szczegóły                                                              |
| -------------- | -------------------------------------------------------------------------------- | --------------- | --- | ---------------------------------------------------------------------- |
| Godzina: 17:30 | R. Dej (EQ) 03:19 J. Suja (EQ) 24:54 P. Frühauf (EQ) 31:06 J. Simanek (EQ) 38:25 | (1:1, 3:2, 0:2) | 18:08 (EQ) M. Latusa 28:01 (EQ) M. Wahl 37:54 (EQ) T. Milam 42:57 (EQ) D. Heinrich 46:13 (EQ) M. Latusa | Widzów: 676 Sędzia główny: Pavel Hodek Sędziowie liniowi: Martin Frano |
| Godzina: 17:30 | 2 min kar                                                                        |                 | 8 min kar                                                                                               | Widzów: 676 Sędzia główny: Pavel Hodek Sędziowie liniowi: Martin Frano |

| 6 września 2013 | HC Kometa Brno | 3:2 | HC Pilzno 1929 | Kajot Arenaa, Brno |

| Szczegóły      | Szczegóły                                                      | Szczegóły                 | Szczegóły                               | Szczegóły                                                                  |
| -------------- | -------------------------------------------------------------- | ------------------------- | --------------------------------------- | -------------------------------------------------------------------------- |
| Godzina: 18:00 | J. Koreis (EQ) 13:14 M. Kempny (EQ) 38:37 V. Nemec (PEN) 60:00 | (1:1, 0:1, 1:0, 0:0, 1:0) | 00:20 (EQ) M. Straka 39:25 (EQ) R. Duda | Widzów: 2.360 Sędzia główny: Jerabek Cech Sędziowie liniowi: Skopal Jindra |
| Godzina: 18:00 | 16 min kar                                                     |                           | 16 min kar                              | Widzów: 2.360 Sędzia główny: Jerabek Cech Sędziowie liniowi: Skopal Jindra |

| 6 września 2013 | Oulun Kärpät | 6:2 | Luleå HF | Oulun Energia Areena, Oulu |

| Szczegóły      | Szczegóły | Szczegóły       | Szczegóły                                  | Szczegóły                                                                     |
| -------------- | --- | --------------- | ------------------------------------------ | ----------------------------------------------------------------------------- |
| Godzina: 18:30 | A. Vallin (EQ) 26:21 I. Huml (EQ) 27:04 M. Alikoski (EQ) 28:47 S. Manninen (EQ) 43:46 J. Viuhkola (EQ) 48:13 A. Hjelm (EQ) 51:13 | (0:1, 3:0, 3:1) | 02:06 (EQ) A. Hedman 59:35 (EQ) J. Keränen | Widzów: 3.010 Sędzia główny: Vesa Keränen Sędziowie liniowi: Tuomo Sorakangas |
| Godzina: 18:30 | 28 min kar |                 | 37 min kar                                 | Widzów: 3.010 Sędzia główny: Vesa Keränen Sędziowie liniowi: Tuomo Sorakangas |

| 6 września 2013 | Eisbären Berlin | 4:6 | Hamburg Freezers | O2 World, Berlin |

| Szczegóły      | Szczegóły                                                                           | Szczegóły       | Szczegóły | Szczegóły                                                               |
| -------------- | ----------------------------------------------------------------------------------- | --------------- | --- | ----------------------------------------------------------------------- |
| Godzina: 19:30 | T.J. Mulock (EQ) 00:17 D. Weiß (EQ) 26:32 S. Lalonde (EQ) 36:31 D. Olver (EQ) 37:24 | (1:3, 3:2, 0:1) | 04:24 (EQ) M. Madsen 17:09 (EQ) J. Ejdepalm 18:23 (EQ) N. Krämmer 20:53 (EQ) M. Madsen 38:28 (EQ) M. Madsen 59:37 (EQ) P. Dupuis | Widzów: 5.600 Sędzia główny: L.Brüggemann Sędziowie liniowi: M.Rohatsch |
| Godzina: 19:30 | 12 min kar                                                                          |                 | 14 min kar | Widzów: 5.600 Sędzia główny: L.Brüggemann Sędziowie liniowi: M.Rohatsch |

| 8 września 2013 | Hamburg Freezers | 6:2 | Eisbären Berlin | O2 World, Hamburg |

| Szczegóły      | Szczegóły | Szczegóły       | Szczegóły                                    | Szczegóły                                                                |
| -------------- | --- | --------------- | -------------------------------------------- | ------------------------------------------------------------------------ |
| Godzina: 14:30 | F. Cabana (EQ) 07:53 M. Madsen (EQ) 21:13 M. Madsen (EQ) 24:43 D. Wolf (EQ) 33:15 P. Dupuis (EQ) 35:21 J. Jakobsen 38:41 | (1:1, 5:0, 0:1) | 14:30 (EQ) H. Haase 56:02 (EQ) A. Trivellato | Widzów: 6.057 Sędzia główny: G. Jablukov Sędziowie liniowi: J. Steinecke |
| Godzina: 14:30 | 49 min kar |                 | 20 min kar                                   | Widzów: 6.057 Sędzia główny: G. Jablukov Sędziowie liniowi: J. Steinecke |

| 8 września 2013 | Luleå HF | 2:0 | Oulun Kärpät | Coop Arena, Luleå |

| Szczegóły      | Szczegóły                                | Szczegóły       | Szczegóły  | Szczegóły                                                                 |
| -------------- | ---------------------------------------- | --------------- | ---------- | ------------------------------------------------------------------------- |
| Godzina: 17:00 | C. Abbott (EQ) 12:34 A. Hjelm (EQ) 41:41 | (1:0, 0:0, 1:0) |            | Widzów: 3.769 Sędzia główny: Tobias Björk Sędziowie liniowi: Linus Öhlund |
| Godzina: 17:00 | 16 min kar                               |                 | 28 min kar | Widzów: 3.769 Sędzia główny: Tobias Björk Sędziowie liniowi: Linus Öhlund |

| 8 września 2013 | EC Red Bull Salzburg | 4:1 | HC Czeskie Budziejowice | Eisarena Salzburg, Salzburg |

| Szczegóły      | Szczegóły                                                                                 | Szczegóły       | Szczegóły              | Szczegóły                                                                       |
| -------------- | ----------------------------------------------------------------------------------------- | --------------- | ---------------------- | ------------------------------------------------------------------------------- |
| Godzina: 17:30 | M. Cullen (EQ) 10:40 A. Kristler (EQ) 27:28 A. Kristler (EQ) 37:44 A. Kristler (EQ) 57:29 | (1:1, 2:0, 1:0) | 11:33 (EQ) M. Podlesak | Widzów: 1.220 Sędzia główny: Thomas Bernecker Sędziowie liniowi: Roland Kellner |
| Godzina: 17:30 | 6 min kar                                                                                 |                 | 10 minkar              | Widzów: 1.220 Sędzia główny: Thomas Bernecker Sędziowie liniowi: Roland Kellner |

| 8 września 2013 | HC Pilzno 1929 | 2:3 | HC Kometa Brno | CEZ Arena, Pilzno |

| Szczegóły      | Szczegóły                                  | Szczegóły            | Szczegóły                                                     | Szczegóły                                                                        |
| -------------- | ------------------------------------------ | -------------------- | ------------------------------------------------------------- | -------------------------------------------------------------------------------- |
| Godzina: 17:30 | J. Schleiss (EQ) 05:45 V. Mozik (EQ) 54:14 | (1:0, 0:2, 1:0, 0:1) | 24:07 (EQ) L. Pivko 27:26 (EQ) L. Čermák 60:59 (EQ) M. Kempny | Widzów: 1.252 Sędzia główny: Sindler Svoboda Sędziowie liniowi: Brejcha Suchanek |
| Godzina: 17:30 | 8 min kar                                  |                      | 16 min kar                                                    | Widzów: 1.252 Sędzia główny: Sindler Svoboda Sędziowie liniowi: Brejcha Suchanek |

Tabela Dywizji Północnej
| Lp. | Zespół                  | M | Pkt | W | WpD | PpD | P | G + | G – | +/− |
| --- | ----------------------- | - | --- | - | --- | --- | - | --- | --- | --- |
| 1   | Luleå HF                | 8 | 19  | 6 | 0   | 1   | 1 | 22  | 14  | +8  |
| 2   | EC Red Bull Salzburg    | 8 | 14  | 4 | 1   | 0   | 3 | 26  | 23  | +3  |
| 3   | HC Pilzno 1929          | 8 | 13  | 3 | 1   | 2   | 3 | 17  | 17  | 0   |
| 4   | HC Kometa Brno          | 8 | 12  | 2 | 3   | 0   | 3 | 20  | 19  | +1  |
| 5   | Oulun Kärpät            | 8 | 12  | 4 | 0   | 0   | 4 | 19  | 21  | –2  |
| 6   | Hamburg Freezers        | 8 | 10  | 3 | 0   | 1   | 5 | 28  | 27  | +1  |
| 7   | Eisbären Berlin         | 8 | 10  | 3 | 0   | 1   | 5 | 21  | 25  | –4  |
| 8   | HC Czeskie Budziejowice | 8 | 6   | 2 | 0   | 0   | 6 | 20  | 27  | –7  |

Lp. = lokata, M = liczba rozegranych spotkań, Pkt = Liczba zdobytych punktów, W = Wygrane, WpD = Wygrane po dogrywce lub karnych, PpD = Porażki po dogrywce lub karnych, P = Porażki, G+ = Gole strzelone, G- = Gole stracone, +/− = bilans bramek

### Dywizja Południowa
| 6 sierpnia 2013 | Piráti Chomutov | 1:6 | Sparta Praga | Multifunkcni Arena Chomutov, Chomutov |

| Szczegóły      | Szczegóły           | Szczegóły       | Szczegóły | Szczegóły     |
| -------------- | ------------------- | --------------- | --- | ------------- |
| Godzina: 17:30 | P.Mainer 33:52 (EQ) | (0:1, 1:2, 0:3) | 06:11 (EQ) P. Kumstát 21:15 (EQ) L. Pech 27:57 (EQ) J. Buchtele 50:31 (PP) D. Pribyl 52:17 (PP) T. Rolinek 54:05 (EQ) J. Piskacek | Widzów: 2 783 |
| Godzina: 17:30 | 16 min              |                 | 10 min | Widzów: 2 783 |

| 9 sierpnia 2013 | Slovan Bratysława | 6:2 | Vienna Capitals | Slovnaft Arena, Bratysława |

| Szczegóły      | Szczegóły | Szczegóły       | Szczegóły                                       | Szczegóły                                     |
| -------------- | --- | --------------- | ----------------------------------------------- | --------------------------------------------- |
| Godzina: 18:00 | M. Sersen 06:00 (PP) M. Sersen 08:47 (PP) A. Šťastný 19:46 (EQ) R. Mráz 22:12 (EQ) M. Bartovič 34:31 (PP) L. Hudáček 39:10 (EQ) | (3:0, 3:1, 0:1) | 27:21 (PP) M. Schlacher 51:20 (PP) M. Ouellette | Widzów: 8 090 Sędzia główny: Vladimír Baluška |
| Godzina: 18:00 | 28 min |                 | 55 min                                          | Widzów: 8 090 Sędzia główny: Vladimír Baluška |

| 13 sierpnia 2013 | Piráti Chomutov | 5:4 pd. | Vienna Capitals | Multifunkcni Arena Chomutov Chomutov |

| Szczegóły      | Szczegóły                                                                                                   | Szczegóły            | Szczegóły                                                                                 | Szczegóły     |
| -------------- | --- | -------------------- | ----------------------------------------------------------------------------------------- | ------------- |
| Godzina: 17:30 | J. Svoboda 17:54 (PP) L. Pulpan 23:10 (EQ) M. Sikora 26:29 (SH) J. Svoboda 48:30 (EQ) J. Svoboda 62:04 (PP) | (1:2, 2:0, 1:2, 1:0) | 11:53 (PP) B. Gratton 12:54 (PP) J. Ferland 47:12 (PP) B. Gratton 47:39 (EQ) M. Schlacher | Widzów: 2 281 |
| Godzina: 17:30 | 30 min |                      | 24 min                                                                                    | Widzów: 2 281 |

| 13 sierpnia 2013 | Sparta Praga | 3:2 pk. | Slovan Bratysława | Slovnaft Arena, Bratysława |

| Szczegóły      | Szczegóły                                                   | Szczegóły                 | Szczegóły                                    | Szczegóły                                     |
| -------------- | ----------------------------------------------------------- | ------------------------- | -------------------------------------------- | --------------------------------------------- |
| Godzina: 18:00 | V. Sičák 37:38 (EQ) K. Pilař 59:11 (EN) K. Pilař 65:00 (SO) | (0:0, 1:0, 1:2, 0:0, 1:0) | 43:45 (EQ) M. Bartovič 44:40 (EQ) M. Vondrka | Widzów: 10055 Sędzia główny: Vladimír Baluška |
| Godzina: 18:00 | 12 min                                                      |                           | 2 min                                        | Widzów: 10055 Sędzia główny: Vladimír Baluška |

| 13 sierpnia 2013 | Jyväskylän Pallo | 2:1 | HV71 | Synergia-areena, Jyväskylä |

| Szczegóły      | Szczegóły                                  | Szczegóły       | Szczegóły               | Szczegóły                                                                      |
| -------------- | ------------------------------------------ | --------------- | ----------------------- | ------------------------------------------------------------------------------ |
| Godzina: 18:30 | M. Wärn 16:58 (EQ) J. Sammalmaa 25:51 (EQ) | (1:1, 1:0, 0:0) | 08:56 (EQ) J. Lindström | Widzów: 2 555 Sędzia główny: Petri Lindqvist Sędziowie liniowi: Jukka Pelkonen |
| Godzina: 18:30 | 6 min                                      |                 | 8 min                   | Widzów: 2 555 Sędzia główny: Petri Lindqvist Sędziowie liniowi: Jukka Pelkonen |

| 13 sierpnia 2013 | Kalevan Pallo | 0:3 | Linköpings HC | Trust Kapital Areena, Kuopio |

| Szczegóły      | Szczegóły | Szczegóły       | Szczegóły                                                           | Szczegóły                                                                      |
| -------------- | --------- | --------------- | ------------------------------------------------------------------- | ------------------------------------------------------------------------------ |
| Godzina: 18:30 |           | (0:2, 0:0, 0:1) | 03:25 (EQ) M. Bäckman 19:01 (EQ) D. Grillfors 58:46 (EN) M. Sjögren | Widzów: 2 410 Sędzia główny: Ville Stigell Sędziowie liniowi: Antti Hämäläinen |
| Godzina: 18:30 | 6 min     |                 | 12 min                                                              | Widzów: 2 410 Sędzia główny: Ville Stigell Sędziowie liniowi: Antti Hämäläinen |

| 15 sierpnia 2013 | Slovan Bratysława | 5:3 | Piráti Chomutov | Slovnaft Arena, Bratysława |

| Szczegóły      | Szczegóły                                                                                               | Szczegóły       | Szczegóły                                                    | Szczegóły                                     |
| -------------- | --- | --------------- | ------------------------------------------------------------ | --------------------------------------------- |
| Godzina: 18:00 | M. Miklík 06:31 (PP) M. Vondrka 09:05 (EQ) M. Miklík 10:33 (PP) M. Kolena 37:27 (EQ) M. Vondrka (59:22) | (3:0, 1:1, 1:2) | 33:27 (EQ) O. Kaše 56:37 (EQ) D. Hruška 58:35 (EQ) D. Hruška | Widzów: 9 945 Sędzia główny: Vladimír Baluška |
| Godzina: 18:00 | 10 min                                                                                                  |                 | 8 min                                                        | Widzów: 9 945 Sędzia główny: Vladimír Baluška |

| 15 sierpnia 2013 | Vienna Capitals | 2:1 pk. | Sparta Praga | Eissportzentrum Kagran, Wiedeń |

| Szczegóły      | Szczegóły                                    | Szczegóły                 | Szczegóły           | Szczegóły                                                                    |
| -------------- | -------------------------------------------- | ------------------------- | ------------------- | ---------------------------------------------------------------------------- |
| Godzina: 18:30 | D. Sylvester 17:47 (EQ) M. Olsson 65:00 (SO) | (0:0, 1:0, 0:1, 0:0, 1:0) | 42:54 (EN) M. Hrbas | Widzów: 3 670 Sędzia główny: Peter Gebei Sędziowie liniowi: Ladislav Smetana |
| Godzina: 18:30 | 10 min                                       |                           | 35 min              | Widzów: 3 670 Sędzia główny: Peter Gebei Sędziowie liniowi: Ladislav Smetana |

| 15 sierpnia 2013 | HV71 | 1:2 | Kalevan Pallo | Kinnarps Arena, Jönköping |

| Szczegóły      | Szczegóły                 | Szczegóły       | Szczegóły                                  | Szczegóły                                                                      |
| -------------- | ------------------------- | --------------- | ------------------------------------------ | ------------------------------------------------------------------------------ |
| Godzina: 19:00 | J. Kolehmainen 18:33 (EQ) | (0:1, 0:0, 1:1) | 54:34 (EQ) T. Brithén 58:32 (EQ) A. Kerälä | Widzów: 2 678 Sędzia główny: Marcus Winnerborg Sędziowie liniowi: Ulf Rönnmark |
| Godzina: 19:00 | 14 min                    |                 | 18 min                                     | Widzów: 2 678 Sędzia główny: Marcus Winnerborg Sędziowie liniowi: Ulf Rönnmark |

| 15 sierpnia 2013 | Linköpings HC | 2:5 | Jyväskylän Pallo | Cloetta Center, Linköping |

| Szczegóły      | Szczegóły                                     | Szczegóły       | Szczegóły | Szczegóły                                                                             |
| -------------- | --------------------------------------------- | --------------- | --- | ------------------------------------------------------------------------------------- |
| Godzina: 19:00 | M. Johansson 24:57 (PP) M. Fornell 41:49 (EQ) | (0:0, 1:3, 1:2) | 26:06 (EQ) Markus Nenonen 36:41 (PP) J. Tuppurainen 38:37 (EQ) M. Salmio 52:32 (EQ) M. Wärn 59:08 (EN) J. Tuppurainen | Widzów: 2 215 Sędzia główny: Christoffer Karlsson Sędziowie liniowi: Christer Lärking |
| Godzina: 19:00 | 18 min                                        |                 | 22 min | Widzów: 2 215 Sędzia główny: Christoffer Karlsson Sędziowie liniowi: Christer Lärking |

| 17 sierpnia 2013 | Vienna Capitals | 4:1 | Slovan Bratysława | Eissportzentrum Kagran, Wiedeń |

| Szczegóły      | Szczegóły                                                                             | Szczegóły       | Szczegóły            | Szczegóły                                                                 |
| -------------- | ------------------------------------------------------------------------------------- | --------------- | -------------------- | ------------------------------------------------------------------------- |
| Godzina: 18:30 | K. Puschnik 19:18 (EQ) N. Hartl 25:14 (EQ) F. Fortier 30:56 (PP) R. Rotter 34:13 (EQ) | (1:0, 3:1, 0:0) | 26:43 (PP) T. Mojžíš | Widzów: 3 130 Sędzia główny: Ulrich Erd Sędziowie liniowi: Wolfgang Fussi |
| Godzina: 18:30 | 6 min                                                                                 |                 | 10 min               | Widzów: 3 130 Sędzia główny: Ulrich Erd Sędziowie liniowi: Wolfgang Fussi |

| 23 sierpnia 2013 | Kalevan Pallo | 1:4 | Vienna Capitals | Trust Kapital Areena, Kuopio |

| Szczegóły      | Szczegóły             | Szczegóły       | Szczegóły                                                                                | Szczegóły                                                                      |
| -------------- | --------------------- | --------------- | ---------------------------------------------------------------------------------------- | ------------------------------------------------------------------------------ |
| Godzina: 18:30 | J. Harjama 22:31 (EQ) | (0:1, 1:2, 0:1) | 12:52 (EQ) D. Sylvester 37:32 (EQ) F. Fortier 39:35 (PP) B. Gratton 55:12 (EQ) J. Keller | Widzów: 2 190 Sędzia główny: Ville Stigell Sędziowie liniowi: Antti Hämäläinen |
| Godzina: 18:30 | 6 min                 |                 | 12 min                                                                                   | Widzów: 2 190 Sędzia główny: Ville Stigell Sędziowie liniowi: Antti Hämäläinen |

| 23 sierpnia 2013 | Jyväskylän Pallo | 3:4 | Slovan Bratysława | Synergia-areena, Jyväskylä |

| Szczegóły      | Szczegóły                                                      | Szczegóły       | Szczegóły                                                                               | Szczegóły                                                                 |
| -------------- | -------------------------------------------------------------- | --------------- | --------------------------------------------------------------------------------------- | ------------------------------------------------------------------------- |
| Godzina: 18:30 | P. Hubacek 05:56 (EQ) M. Lahti 42:53 (EQ) É. Perrin 58:37 (EN) | (1:1, 0:0, 2:3) | 06:30 (EQ) M. Bartovič 20:16 (PP) J. Mikúš 53:32 (PP) M. Bartovič 54:53 (EQ) M. Bližňák | Widzów: 2682 Sędzia główny: Timo Favorin Sędziowie liniowi: Anssi Salonen |
| Godzina: 18:30 | 10 min                                                         |                 | 12 min                                                                                  | Widzów: 2682 Sędzia główny: Timo Favorin Sędziowie liniowi: Anssi Salonen |

| 23 sierpnia 2013 | HV71 | 5:3 | Sparta Praga | Kinnarps Arena, Jönköping |

| Szczegóły      | Szczegóły | Szczegóły       | Szczegóły                                                        | Szczegóły                                                                    |
| -------------- | --- | --------------- | ---------------------------------------------------------------- | ---------------------------------------------------------------------------- |
| Godzina: 19:00 | J. Strindsberg 13:52 (EQ) W. Karlsson 21:17 (EQ) R. Holzapfel 24:49 (EQ) L. Pilut 43:58 (EQ) M. Nilson 58:38 (EQ) | (1:2, 2:1, 2:0) | 12:05 (PP) J. Buchtele 19:59 (EQ) J. Hlinka 30:39 (PP) D. Pribyl | Widzów: 2 436 Sędzia główny: Pehr Claesson Sędziowie liniowi: Wolmer Edqvist |
| Godzina: 19:00 | 12 min |                 | 10 min                                                           | Widzów: 2 436 Sędzia główny: Pehr Claesson Sędziowie liniowi: Wolmer Edqvist |

| 23 sierpnia 2013 | Linköpings HC | 4:0 | Piráti Chomutov | Cloetta Center, Linköping |

| Szczegóły      | Szczegóły                                                                                | Szczegóły       | Szczegóły | Szczegóły                                                               |
| -------------- | ---------------------------------------------------------------------------------------- | --------------- | --------- | ----------------------------------------------------------------------- |
| Godzina: 19:00 | J. Almtrop 05:20 (EQ) J. Almtrop 25:01 (EQ) J. Rohdin 26:24 (EQ) P. Arlbrandt 51:17 (PP) | (1:0, 2:0, 1:0) |           | Widzów: 1 432 Sędzia główny: Mikael Nord Sędziowie liniowi: Linus Ölund |
| Godzina: 19:00 | 10 min                                                                                   |                 | 16 min    | Widzów: 1 432 Sędzia główny: Mikael Nord Sędziowie liniowi: Linus Ölund |

| 24 sierpnia 2013 | Linköpings HC | 3:1 | Sparta Praga | Cloetta Center, Linköping |

| Szczegóły      | Szczegóły                                                          | Szczegóły       | Szczegóły           | Szczegóły                                                                    |
| -------------- | ------------------------------------------------------------------ | --------------- | ------------------- | ---------------------------------------------------------------------------- |
| Godzina: 16:00 | D. Grillfors 11:11 (EQ) J. Almtrop 15:10 (EQ) J. Rohdin 56:00 (EQ) | (2:0, 0:1, 1:0) | 33:04 (PP) K. Kubát | Widzów: 1 241 Sędzia główny: Pehr Claesson Sędziowie liniowi: Wolmer Edqvist |
| Godzina: 16:00 | 18 min                                                             |                 | 18 min              | Widzów: 1 241 Sędzia główny: Pehr Claesson Sędziowie liniowi: Wolmer Edqvist |

| 24 sierpnia 2013 | HV71 | 6:1 | Piráti Chomutov | Kinnarps Arena, Jönköping |

| Szczegóły      | Szczegóły | Szczegóły       | Szczegóły | Szczegóły                                                                |
| -------------- | --------- | --------------- | --------- | ------------------------------------------------------------------------ |
| Godzina: 16:00 |           | (2:1, 2:0, 2:0) |           | Widzów: 1 848 Sędzia główny: Marcus Linde Sędziowie liniowi: Mikael Holm |
| Godzina: 16:00 | 6 min     |                 | 18 min    | Widzów: 1 848 Sędzia główny: Marcus Linde Sędziowie liniowi: Mikael Holm |

| 24 sierpnia 2013 | Jyväskylän Pallo | 4:3 | Vienna Capitals | Synergia-areena, Jyväskylä |

| Szczegóły      | Szczegóły                                                                                | Szczegóły       | Szczegóły                                                               | Szczegóły     |
| -------------- | ---------------------------------------------------------------------------------------- | --------------- | ----------------------------------------------------------------------- | ------------- |
| Godzina: 17:00 | J. Tuppurainen 06:58 (PP) Y. Auvitu 09:46 (EQ) R. Abid 31:44 (PP) M. Viitanen 44:05 (SH) | (2:0, 1:1, 1:2) | 33:45 (EQ) B. Gratton 47:09 (EQ) M. Schlachter 48:38 (PP) Mark Matheson | Widzów: 2 260 |
| Godzina: 17:00 | 16 min                                                                                   |                 | 14 min                                                                  | Widzów: 2 260 |

| 24 sierpnia 2013 | Kalevan Pallo | 4:2 | Slovan Bratysława | Trust Kapital Areena, Kuopio |

| Szczegóły      | Szczegóły                                                                           | Szczegóły       | Szczegóły                                  | Szczegóły                                                                        |
| -------------- | ----------------------------------------------------------------------------------- | --------------- | ------------------------------------------ | -------------------------------------------------------------------------------- |
| Godzina: 17:00 | J. Ikonen 16:25 (EQ) M. Koivisto 27:44 (EQ) L.Pither 53:28 (PP) L.Pither 59:29 (EN) | (1:0, 1:0, 2:2) | 45:51 (PP) M. Sersen 50:34 (SH) P. Ölvecký | Widzów: 2 099 Sędzia główny: Antti Hämäläinen Sędziowie liniowi: Tuomo Toikkanen |
| Godzina: 17:00 | 6 min                                                                               |                 | 12 min                                     | Widzów: 2 099 Sędzia główny: Antti Hämäläinen Sędziowie liniowi: Tuomo Toikkanen |

| 30 sierpnia 2013 | Piráti Chomutov | 6:5 pk. | Kalevan Pallo | Multifunkcni Arena Chomutov, Chomutov |

| Szczegóły      | Szczegóły | Szczegóły                 | Szczegóły | Szczegóły     |
| -------------- | --------- | ------------------------- | --------- | ------------- |
| Godzina: 17:30 |           | (1:2, 3:2, 1:1, 0:0, 1:0) |           | Widzów: 1 711 |

| 30 sierpnia 2013 | Slovan Bratysława | 4:2 | Linköpings HC | Hunt Arena, Skalica |

| Szczegóły      | Szczegóły                                                                              | Szczegóły       | Szczegóły                                        | Szczegóły     |
| -------------- | -------------------------------------------------------------------------------------- | --------------- | ------------------------------------------------ | ------------- |
| Godzina: 18:00 | M. Bližňák 07:50 (EQ) M. Kolena 37:20 (EQ) T. Mojžíš 52:18 (PP) M. Bartovič 59:42 (EN) | (1:0, 1:2, 2:0) | 30:37 (SH) J.Junland (30:37) 39:05 (PS) J.Rohdin | Widzów: 1 875 |
| Godzina: 18:00 | 4 min                                                                                  |                 | 8 min                                            | Widzów: 1 875 |

| 30 sierpnia 2013 | Sparta Praga | 5:4 pk. | Jyväskylän Pallo | Tipsport Arena, Praga |

| Szczegóły      | Szczegóły                                                                                                   | Szczegóły                 | Szczegóły                                                                                            | Szczegóły     |
| -------------- | --- | ------------------------- | --- | ------------- |
| Godzina: 17:00 | Z. Bahenský 18:22 (SH) P. Ton 27:26 (PP) D. Pacovský 29:20 (PP) J. Buchtele 45:07 (EQ) P. Jánský 65:00 (PS) | (1:0, 2:2, 1:2, 0:0, 1:0) | 34:12 (EQ) J. Tuppurainen 39:11 (EQ) O. Louhivaara 47:30 (EQ) J. Tuppurainen 53:28 (EQ) J. Välivaara | Widzów: 1 048 |
| Godzina: 17:00 | 8 min |                           | 22 min                                                                                               | Widzów: 1 048 |

| 31 sierpnia 2013 | Piráti Chomutov | 3:6 | Jyväskylän Pallo | Multifunkcni Arena Chomutov, Chomutov |

| Szczegóły      | Szczegóły | Szczegóły       | Szczegóły | Szczegóły     |
| -------------- | --------- | --------------- | --------- | ------------- |
| Godzina: 17:30 |           | (1:3, 0:2, 2:1) |           | Widzów: 2 098 |

| 31 sierpnia 2013 | Vienna Capitals | 1:2 | HV71 | Eissportzentrum Kagran, Wiedeń |

| Szczegóły      | Szczegóły             | Szczegóły       | Szczegóły                                 | Szczegóły                                    |
| -------------- | --------------------- | --------------- | ----------------------------------------- | -------------------------------------------- |
| Godzina: 18:30 | M. Fischer 36:48 (SH) | (0:1, 1:1, 0:0) | 19:21 (PP) M.Nilson 27:52 (PP) T. Brithén | Widzów: 3 050 Sędzia główny: Thomas Berneker |
| Godzina: 18:30 | 24 min                |                 | 4 min                                     | Widzów: 3 050 Sędzia główny: Thomas Berneker |

| 1 września 2013 | Sparta Praga | 6:4 | Kalevan Pallo | Tipsport Arena, Praga |

| Szczegóły      | Szczegóły | Szczegóły       | Szczegóły | Szczegóły    |
| -------------- | --------- | --------------- | --------- | ------------ |
| Godzina: 17:00 |           | (1:1, 3:1, 2:2) |           | Widzów: 2098 |
| Godzina: 17:00 | 14 min    |                 | 18 min    | Widzów: 2098 |

| 1 września 2013 | Slovan Bratysława | 7:4 | HV71 | Easton Arena, Pieszczany |

| Szczegóły      | Szczegóły | Szczegóły       | Szczegóły                                                                                | Szczegóły     |
| -------------- | --- | --------------- | ---------------------------------------------------------------------------------------- | ------------- |
| Godzina: 18:00 | M. Miklík 00:40 (EQ) M. Bartovič 14:14 (EQ) M. Bartovič 25:10 (EQ) T. Mikúš 28:31 (EQ) M. Sersen 33:50 (PP) L. Hudáček 34:56 (PP) M. Bartovič 56:53 (SH) | (2:1, 4:1, 1:2) | 10:06 (EQ) T. Brithén 33:00 (EQ) P. Carlsson 43:05 (PP) B.Sterling 56:31 (PP) B.Sterling | Widzów: 2 167 |
| Godzina: 18:00 | 41 min |                 | 24 min                                                                                   | Widzów: 2 167 |

| 1 września 2013 | Vienna Capitals | 3:4 | Linköpings HC | Eissportzentrum Kagran, Wiedeń |

| Szczegóły      | Szczegóły                                                       | Szczegóły       | Szczegóły                                                                                 | Szczegóły                                                                    |
| -------------- | --------------------------------------------------------------- | --------------- | ----------------------------------------------------------------------------------------- | ---------------------------------------------------------------------------- |
| Godzina: 18:30 | B. Gratton 16:55 (PP) J. Keller 22:20 (EQ) J. Keller 49:49 (EQ) | (1:2, 1:1, 1:1) | 08:18 (PP) C. Kolarik 19:47 (EQ) C. Kolarik 39:01 (EQ) L. Hultström 57:39 (EQ) J. Junland | Widzów: 2 800 Sędzia główny: Ullrich Erd Sędziowie liniowi: Ladislav Smetana |
| Godzina: 18:30 | 14 min                                                          |                 | 12 min                                                                                    | Widzów: 2 800 Sędzia główny: Ullrich Erd Sędziowie liniowi: Ladislav Smetana |

| 5 września 2013 | Linköpings HC | 4:5 pd. | HV71 | Cloetta Center, Linköping |

| Szczegóły      | Szczegóły | Szczegóły            | Szczegóły | Szczegóły     |
| -------------- | --------- | -------------------- | --------- | ------------- |
| Godzina: 19:00 |           | (2:1, 1:2, 1:1, 0:1) |           | Widzów: 3 487 |

| 6 września 2013 | Sparta Praga | 3:0 | Piráti Chomutov | Tipsport Arena, Praga |

| Szczegóły      | Szczegóły                                                  | Szczegóły       | Szczegóły | Szczegóły   |
| -------------- | ---------------------------------------------------------- | --------------- | --------- | ----------- |
| Godzina: 18:30 | K. Pilař 29:53 (PP) J.Hlinka 42:33 (SH) D. Simon 49:11(EQ) | (0:0, 1:0, 2:0) |           | Widzów: 282 |
| Godzina: 18:30 | 14 min                                                     |                 | 10 min    | Widzów: 282 |

| 6 września 2013 | Jyväskylän Pallo | 3:1 | Kalevan Pallo | Synergia Areena, Jyväskylä |

| Szczegóły      | Szczegóły                                                         | Szczegóły       | Szczegóły                 | Szczegóły     |
| -------------- | ----------------------------------------------------------------- | --------------- | ------------------------- | ------------- |
| Godzina: 18:30 | M. Poukkula 02:29 (EQ) É. Perrin 40:41 (PP) M.Wärn 57:42 (SH, EN) | (1:0, 0:0, 2:1) | 55:25 (PP) J. Voutilainen | Widzów: 2 202 |

| 7 września 2013 | Kalevan Pallo | 0:3 | Jyväskylän Pallo | Trust Kapital Areena, Kuopio |

| Szczegóły      | Szczegóły | Szczegóły       | Szczegóły                                                        | Szczegóły                                                                |
| -------------- | --------- | --------------- | ---------------------------------------------------------------- | ------------------------------------------------------------------------ |
| Godzina: 17:00 |           | (0:1, 0:1, 0:1) | M.Wärn 16:16 (EQ) Y.Auvitu 28:04 (EQ) M. Poukkula 59:00 (EN, SH) | Widzów: 2 397 Sędzia główny: Jukka Pelkonen Sędziowie liniowi: Jyri Rönn |
| Godzina: 17:00 | 4 min     |                 | 10 min                                                           | Widzów: 2 397 Sędzia główny: Jukka Pelkonen Sędziowie liniowi: Jyri Rönn |

| 8 września 2013 | HV71 | 4:5 | Linköpings HC | Kinnarps Arena, Jönköping |

| Szczegóły      | Szczegóły                                                                              | Szczegóły       | Szczegóły | Szczegóły                                                                      |
| -------------- | -------------------------------------------------------------------------------------- | --------------- | --- | ------------------------------------------------------------------------------ |
| Godzina: 16:00 | A. Gagnon 09:44 (PP) J. Lindström 23:02 (EQ) K. Fiala 23:48 (EQ) T. Brithén 49:46 (EQ) | (1:1, 2:1, 1:3) | 05:58 (SH) M. Sjögren 35:31 (EQ) P. Arlbrandt 51:52 (EQ) P. Arlbrandt 52:30 (EQ) J. Vrána 58:23 (PP) C. Kolarik | Widzów: 5 303 Sędzia główny: Morgan Johansson Sędziowie liniowi: Pehr Claesson |
| Godzina: 16:00 | 10 min                                                                                 |                 | 8 min | Widzów: 5 303 Sędzia główny: Morgan Johansson Sędziowie liniowi: Pehr Claesson |

Tabela Dywizji Południowej
| Lp. | Zespół            | M | Pkt | W | WpD | PpD | P | G + | G – | +/− |
| --- | ----------------- | - | --- | - | --- | --- | - | --- | --- | --- |
| 1   | Jyväskylän Pallo  | 8 | 19  | 6 | 0   | 1   | 1 | 30  | 19  | +11 |
| 2   | Slovan Bratysława | 8 | 16  | 5 | 0   | 1   | 2 | 31  | 25  | +6  |
| 3   | Linköpings HC     | 8 | 16  | 5 | 0   | 1   | 2 | 27  | 22  | +5  |
| 4   | Sparta Praga      | 8 | 14  | 3 | 2   | 1   | 2 | 28  | 21  | +7  |
| 5   | HV71              | 8 | 11  | 3 | 1   | 0   | 4 | 28  | 25  | +3  |
| 6   | Vienna Capitals   | 8 | 9   | 2 | 1   | 1   | 4 | 23  | 24  | –1  |
| 7   | Kalevan Pallo     | 8 | 7   | 2 | 0   | 1   | 5 | 17  | 28  | –11 |
| 8   | Piráti Chomutov   | 8 | 4   | 0 | 2   | 0   | 6 | 19  | 39  | –20 |

Lp. = lokata, M = liczba rozegranych spotkań, Pkt = Liczba zdobytych punktów, W = Wygrane, WpD = Wygrane po dogrywce lub karnych, PpD = Porażki po dogrywce lub karnych, P = Porażki, G+ = Gole strzelone, G- = Gole stracone, +/− = bilans bramek

### Dywizja Wschodnia
| 13 sierpnia 2013 | Tappara Tampere | 2:3 | Djurgårdens IF | Hakametsä, Tampere |

| Szczegóły      | Szczegóły                                  | Szczegóły       | Szczegóły                                                       | Szczegóły     |
| -------------- | ------------------------------------------ | --------------- | --------------------------------------------------------------- | ------------- |
| Godzina: 18:30 | T. Aalti 26:01 (PP) P. Jormakka 47:39 (EQ) | (0:0, 1:3, 1:0) | 26:17 (EQ) H. Eriksson 28:13 (EQ) M. Krüger 30:25 (PP) M. Guter | Widzów: 2 026 |
| Godzina: 18:30 | 8 min                                      |                 | 14 min                                                          | Widzów: 2 026 |

| 13 sierpnia 2013 | Turun Palloseura | 3:2 | Brynäs IF | HK Areena, Turku |

| Szczegóły      | Szczegóły                                                           | Szczegóły       | Szczegóły                                       | Szczegóły                                   |
| -------------- | ------------------------------------------------------------------- | --------------- | ----------------------------------------------- | ------------------------------------------- |
| Godzina: 19:00 | T. Koskiranta 25:28 (PP) K. Mähönen 52:38 (EQ) M. Sointu 59:19 (EQ) | (0:0, 1:2, 2:0) | 20:17 (PP) J. Nordqvist 33:54 (EQ) A. Thuresson | Widzów: 2 407 Sędzia główny: Aleksi Rantala |
| Godzina: 19:00 | 18 min                                                              |                 | 18 min                                          | Widzów: 2 407 Sędzia główny: Aleksi Rantala |

| 13 sierpnia 2013 | Fribourg-Gottéron | 5:4 | Bílí tygři Liberec | BCF Arena, Fryburg |

| Szczegóły      | Szczegóły | Szczegóły       | Szczegóły                                                                             | Szczegóły                                                                      |
| -------------- | --- | --------------- | ------------------------------------------------------------------------------------- | ------------------------------------------------------------------------------ |
| Godzina: 19:45 | B. Plüss 20:54 (PP) M-A. Pouliot 29:00 (EQ) S. Jeannin 42:14 (EQ) J.Sprunger 56:00 (EQ) S. Schilt 56:35 (EQ) | (0:3, 2:1, 3:0) | 01:07 (EQ) M.Čakajík 04:19 (EQ) T. Pospíšil 18:35 (EQ) T. Filippi 33:20 (EQ) A. Dušek | Widzów: 2 450 Sędzia główny: Didier Massy Sędziowie liniowi: Stéphane Rochette |
| Godzina: 19:45 | 12 min |                 | 12 min                                                                                | Widzów: 2 450 Sędzia główny: Didier Massy Sędziowie liniowi: Stéphane Rochette |

| 15 sierpnia 2013 | Djurgårdens IF | 5:4 pk. | Turun Palloseura | Hovet, Sztokholm |

| Szczegóły      | Szczegóły                                                                                                 | Szczegóły                 | Szczegóły                                                                           | Szczegóły                                                                |
| -------------- | --- | ------------------------- | ----------------------------------------------------------------------------------- | ------------------------------------------------------------------------ |
| Godzina: 19:00 | M. Seikola 08:58 (EQ) D. Johner 40:58 (PP) M.Sörensen 46:18 (EQ) M. Ljungh 48:03 (PP) M. Guter 65:00 (PS) | (0:1, 1:3, 3:0; 0:0; 1:0) | 27:51 (PP) M. Kalin 29:13 (EQ) N. Friman 32:44 (PP) S. Seigo 37:49 (PP) H. Tuominen | Widzów: 1 892 Sędzia główny: Mikael Nord Sędziowie liniowi: Tobias Björk |
| Godzina: 19:00 | 20 min |                           | 18 min                                                                              | Widzów: 1 892 Sędzia główny: Mikael Nord Sędziowie liniowi: Tobias Björk |

| 15 sierpnia 2013 | Brynäs IF | 2:1 | Tappara Tampere | Läkerol Arena, Gävle |

| Szczegóły      | Szczegóły                                 | Szczegóły       | Szczegóły              | Szczegóły                                                                      |
| -------------- | ----------------------------------------- | --------------- | ---------------------- | ------------------------------------------------------------------------------ |
| Godzina: 19:00 | D. Persson 31:29 (PP) J. Harju 34:12 (PP) | (0:0, 2:1, 0:0) | 35:54 (EQ) P. Puistola | Widzów: 2 135 Sędzia główny: Tomas Andersson Sędziowie liniowi: Patrik Sjöberg |
| Godzina: 19:00 | 14 min                                    |                 | 52 min                 | Widzów: 2 135 Sędzia główny: Tomas Andersson Sędziowie liniowi: Patrik Sjöberg |

| 15 sierpnia 2013 | SC Bern | 0:3 | HC Pardubice | Arena Adelboden, Adelboden |

| Szczegóły      | Szczegóły | Szczegóły       | Szczegóły                                                      | Szczegóły                                                               |
| -------------- | --------- | --------------- | -------------------------------------------------------------- | ----------------------------------------------------------------------- |
| Godzina: 19:30 |           | (0:1, 0:2, 0:0) | 19:47 (EQ) T. Nosek 23:26 (PP) T. Zohorna 24:46 (PP) P. Sýkora | Widzów: 750 Sędzia główny: Didier Massy Sędziowie liniowi: Andreas Koch |
| Godzina: 19:30 | 10 min    |                 | 22 min                                                         | Widzów: 750 Sędzia główny: Didier Massy Sędziowie liniowi: Andreas Koch |

| 20 sierpnia 2013 | HC Pardubice | 3:4 pk. | Fribourg-Gottéron | BCF Arena, Fryburg |

| Szczegóły      | Szczegóły                                                            | Szczegóły                 | Szczegóły                                                                                      | Szczegóły     |
| -------------- | -------------------------------------------------------------------- | ------------------------- | ---------------------------------------------------------------------------------------------- | ------------- |
| Godzina: 18:00 | R. Tybor 45:34 (EQ) J. Marha 49:03 (PP, EN) R. Kousal 59:55 (PP, EN) | (0:1, 0:2, 3:0; 0:0; 0:1) | 00:11 (PP) J. Kwiatkowski 22:52 (EQ) A. Miettinen 25:19 (SH) G. Mauldin 65:00 (PS) J. Sprunger | Widzów: 1 130 |
| Godzina: 18:00 | 8 min                                                                |                           | 32 min                                                                                         | Widzów: 1 130 |

| 20 sierpnia 2013 | Bílí tygři Liberec | 2:4 | SC Bern | Tipsport Arena Liberec, Liberec |

| Szczegóły      | Szczegóły                                 | Szczegóły       | Szczegóły                                                                              | Szczegóły                               |
| -------------- | ----------------------------------------- | --------------- | -------------------------------------------------------------------------------------- | --------------------------------------- |
| Godzina: 18:30 | T. Filippi 05:14 (PP) M. Bulíř 31:02 (EQ) | (1:3, 1:0, 0:1) | 08:33 (EQ) B. Ritchie 15:49 (EQ) T. Scherwey 19:54 (EQ) T. Roche 47:33 (EQ) G. Kinrade | Widzów: 600 Sędzia główny: Martin Fraňo |
| Godzina: 18:30 | 14 min                                    |                 | 14 min                                                                                 | Widzów: 600 Sędzia główny: Martin Fraňo |

| 22 sierpnia 2013 | Turun Palloseura | 2:1 pk. | Fribourg-Gottéron | HK Areena, Turku |

| Szczegóły      | Szczegóły                                    | Szczegóły                 | Szczegóły           | Szczegóły                                                                         |
| -------------- | -------------------------------------------- | ------------------------- | ------------------- | --------------------------------------------------------------------------------- |
| Godzina: 18:30 | S. Morrisonn 22:42 (PP) D. Sexton 65:00 (PS) | (0:1, 1:0, 0:0, 0:0, 1:0) | 01:03 (EQ) B. Plüss | Widzów: 2 455 Sędzia główny: Stefan Fonselius Sędziowie liniowi: Hannu Henriksson |
| Godzina: 18:30 | 18 min                                       |                           | 24 min              | Widzów: 2 455 Sędzia główny: Stefan Fonselius Sędziowie liniowi: Hannu Henriksson |

| 23 sierpnia 2013 | Turun Palloseura | 5:3 | SC Bern | HK Areena, Turku |

| Szczegóły      | Szczegóły                                                                                                 | Szczegóły       | Szczegóły                                                        | Szczegóły                                                                       |
| -------------- | --- | --------------- | ---------------------------------------------------------------- | ------------------------------------------------------------------------------- |
| Godzina: 18:30 | F. Paré 22:51 (PP) F. Paré 26:43 (PP) C. Bertrand 32:56 (EQ) R. Kulmala 35:35 (EQ) C. Bertrand 50:05 (EQ) | (0:3, 4:0, 1:0) | 03:18 (PP) P. Furrer 04:42 (EQ) T. Roche 07:59 (EQ) F. Randegger | Widzów: 3 052 Sędzia główny: Stefan Fonselius Sędziowie liniowi: Jari Leppäalho |
| Godzina: 18:30 | 14 min |                 | 20 min                                                           | Widzów: 3 052 Sędzia główny: Stefan Fonselius Sędziowie liniowi: Jari Leppäalho |

| 23 sierpnia 2013 | Tappara Tampere | 5:3 | Fribourg-Gottéron | Hakametsä, Tampere |

| Szczegóły      | Szczegóły | Szczegóły       | Szczegóły                                                       | Szczegóły                                                                          |
| -------------- | --- | --------------- | --------------------------------------------------------------- | ---------------------------------------------------------------------------------- |
| Godzina: 18:30 | P. McRae 02:48 (EQ) N. Bailen 06:40 (EQ) J. Malinen 11:13 (EQ) J. Malinen 48:15 (PP) A. Erkinjuntti 49:16 (PP) | (3:1, 0:2, 2:0) | 12:28 (EQ) B. Plüss 28:37 (EQ) A. Hasani 29:10 (EQ) J. Sprunger | Widzów: 1 765 Sędzia główny: Hannu Henriksson Sędziowie liniowi: Jari-Pekka Pajula |
| Godzina: 18:30 | 16 min |                 | 41 min                                                          | Widzów: 1 765 Sędzia główny: Hannu Henriksson Sędziowie liniowi: Jari-Pekka Pajula |

| 23 sierpnia 2013 | Djurgårdens IF | 3:2 | HC Pardubice | Hovet, Sztokholm |

| Szczegóły      | Szczegóły                                                         | Szczegóły       | Szczegóły                               | Szczegóły                                                                     |
| -------------- | ----------------------------------------------------------------- | --------------- | --------------------------------------- | ----------------------------------------------------------------------------- |
| Godzina: 19:00 | M. Sörensen 07:21 (EQ) M. Sörensen 11:12 (EQ) M. Ahlén 48:59 (EQ) | (2:0, 0:1, 1:1) | 29:14 (EQ) T. Nosek 46:38 (PP) J. Marha | Widzów: 1 678 Sędzia główny: Christer Lärking Sędziowie liniowi: Ulf Rönnmark |
| Godzina: 19:00 | 12 min                                                            |                 | 18 min                                  | Widzów: 1 678 Sędzia główny: Christer Lärking Sędziowie liniowi: Ulf Rönnmark |

| 23 sierpnia 2013 | Brynäs IF | 4:3 | Bílí tygři Liberec | Läkerol Arena, Gävle |

| Szczegóły      | Szczegóły                                                                               | Szczegóły       | Szczegóły                                                      | Szczegóły                                                                      |
| -------------- | --------------------------------------------------------------------------------------- | --------------- | -------------------------------------------------------------- | ------------------------------------------------------------------------------ |
| Godzina: 19:00 | E. Molin 28:37 (EQ) A. Thuresson 35:32 (EQ) A. Thuresson 57:11 (PP) G. Scott 59:38 (EQ) | (0:0, 2:2, 2:1) | T. Filippi 21:44 (EQ) T. Filippi 31:25 (EQ) K. Jass 42:39 (PP) | Widzów: 2 141 Sędzia główny: Tomas Andersson Sędziowie liniowi: Patrik Sjöberg |
| Godzina: 19:00 | 8 min                                                                                   |                 | 16 min                                                         | Widzów: 2 141 Sędzia główny: Tomas Andersson Sędziowie liniowi: Patrik Sjöberg |

| 24 sierpnia 2013 | Djurgårdens IF | 3:2 | Bílí tygři Liberec | Hovet, Sztokholm |

| Szczegóły      | Szczegóły                                                           | Szczegóły       | Szczegóły                                 | Szczegóły                                 |
| -------------- | ------------------------------------------------------------------- | --------------- | ----------------------------------------- | ----------------------------------------- |
| Godzina: 16:00 | S.Saviano 15:24 (SH) S. Lofquist 30:50 (PP) M. Holmqvist 35:51 (PP) | (1:1, 2:0, 0:1) | 15:44 (EQ) J. Víšek 52:12 (EQ) M. Čakajík | Widzów: 1 494 Sędzia główny: Ulf Rönnmark |
| Godzina: 16:00 | 10 min                                                              |                 | 22 min                                    | Widzów: 1 494 Sędzia główny: Ulf Rönnmark |

| 24 sierpnia 2013 | Brynäs IF | 1:4 | HC Pardubice | Läkerol Arena, Gävle |

| Szczegóły      | Szczegóły               | Szczegóły       | Szczegóły                                                                                 | Szczegóły                                |
| -------------- | ----------------------- | --------------- | ----------------------------------------------------------------------------------------- | ---------------------------------------- |
| Godzina: 16:00 | A. Thuresson 07:21 (EQ) | (1:1, 0:1, 0:2) | 07:42 (EQ) T. Zohorna 28:17 (PP) J. Cetkovský 46:31 (EQ) J. Cetkovský 47:20 (EN) R. Tybor | Widzów: 1 914 Sędzia główny: Mikael Nord |
| Godzina: 16:00 | 12 min                  |                 | 16 min                                                                                    | Widzów: 1 914 Sędzia główny: Mikael Nord |

| 24 sierpnia 2013 | Tappara Tampere | 3:1 | SC Bern | Hakametsä, Tampere |

| Szczegóły      | Szczegóły                                                            | Szczegóły       | Szczegóły            | Szczegóły                                                                    |
| -------------- | -------------------------------------------------------------------- | --------------- | -------------------- | ---------------------------------------------------------------------------- |
| Godzina: 18:30 | N. Bailen 33:18 (PP) J-M. Järvinen 38:42 (EQ) C. Connolly 53:42 (EQ) | (0:0, 2:1, 1:0) | 28:30 (EQ) P. Furrer | Widzów: 2 510 Sędzia główny: Jussi Leppänen Sędziowie liniowi: Anssi Salonen |
| Godzina: 18:30 | 6 min                                                                |                 | 35 min               | Widzów: 2 510 Sędzia główny: Jussi Leppänen Sędziowie liniowi: Anssi Salonen |

| 30 sierpnia 2013 | HC Pardubice | 1:4 | Turun Palloseura | Lokomotiva Trutnov, Trutnov |

| Szczegóły      | Szczegóły               | Szczegóły       | Szczegóły                                                                               | Szczegóły     |
| -------------- | ----------------------- | --------------- | --------------------------------------------------------------------------------------- | ------------- |
| Godzina: 18:00 | J. Cetkovský 26:01 (EQ) | (0:2, 1:1, 0:1) | 06:29 (EQ) J. Pulli 10:50 (EQ) F. Paré 31:38 (EQ) M. Seikola 48:09 (EQ) V-M. Vittasmäki | Widzów: 1 685 |
| Godzina: 18:00 | 24 min                  |                 | 10 min                                                                                  | Widzów: 1 685 |

| 30 sierpnia 2013 | Bílí tygři Liberec | 6:4 | Tappara Tampere | Tipsport Arena Liberec, Liberec |

| Szczegóły      | Szczegóły | Szczegóły       | Szczegóły                                                                               | Szczegóły     |
| -------------- | --- | --------------- | --------------------------------------------------------------------------------------- | ------------- |
| Godzina: 18:30 | P. Nedvěd 01:16 (EQ) P. Kica 24:55 (EQ) A. Dušek 34:56 (EQ) T. Bulik 38:31 (EQ) K. Jass 43:28 (EQ) J. Hunkes 59:48 (EN) | (1:0, 3:1, 2:3) | 32:54 (SH) J. Malinen 50:22 (EQ) J. Malinen 55:39 (PP) K. Kuusela 57:32 (PP) J. Malinen | Widzów: 1 492 |
| Godzina: 18:30 | 47 min |                 | 10 min                                                                                  | Widzów: 1 492 |

| 30 sierpnia 2013 | Fribourg-Gottéron | 3:2 pd. | Brynäs IF | BCF Arena, Fryburg |

| Szczegóły      | Szczegóły                                                        | Szczegóły            | Szczegóły                              | Szczegóły                                                                 |
| -------------- | ---------------------------------------------------------------- | -------------------- | -------------------------------------- | ------------------------------------------------------------------------- |
| Godzina: 19:45 | S. Jeannin 20:46 (SH) B. Plüss 45:45 (EQ) A. Huguenin 64:03 (EQ) | (0:1, 1:1, 1:0, 1:0) | 09:01 (EQ) E. Molin 35:45 (EQ) C. Doos | Widzów: 1 600 Sędzia główny: Aicher Simon Sędziowie liniowi: Schimm Willi |
| Godzina: 19:45 | 44 min                                                           |                      | 12 min                                 | Widzów: 1 600 Sędzia główny: Aicher Simon Sędziowie liniowi: Schimm Willi |

| 30 sierpnia 2013 | SC Bern | 3:2 pd. | Djurgårdens IF | PostFinance-Arena, Berno |

| Szczegóły      | Szczegóły                                                      | Szczegóły            | Szczegóły                                     | Szczegóły                                                                      |
| -------------- | -------------------------------------------------------------- | -------------------- | --------------------------------------------- | ------------------------------------------------------------------------------ |
| Godzina: 19:45 | S. Moser 26:00 (PP) M.Loichat 41:18 (EQ) G. Kinrade 61:39 (EQ) | (0:1, 1:1, 1:0, 1:0) | 15:32 (PP) S. Lofquist 36:31 (EQ) M. Sörensen | Widzów: 1 392 Sędzia główny: Didier Massy Sędziowie liniowi: Stéphane Rochette |
| Godzina: 19:45 | 8 min                                                          |                      | 24 min                                        | Widzów: 1 392 Sędzia główny: Didier Massy Sędziowie liniowi: Stéphane Rochette |

| 31 sierpnia 2013 | Fribourg-Gottéron | 0:1 | Djurgårdens IF | BCF Arena, Fryburg |

| Szczegóły      | Szczegóły | Szczegóły       | Szczegóły               | Szczegóły                                                                 |
| -------------- | --------- | --------------- | ----------------------- | ------------------------------------------------------------------------- |
| Godzina: 17:30 |           | (0:0, 0:1, 0:0) | 33:53 (PP) M. Holmqvist | Widzów: 2 700 Sędzia główny: Aicher Simon Sędziowie liniowi: Schimm Willi |
| Godzina: 17:30 | 4 min     |                 | 12 min                  | Widzów: 2 700 Sędzia główny: Aicher Simon Sędziowie liniowi: Schimm Willi |

| 31 sierpnia 2013 | HC Pardubice | 3:2 pk. | Tappara Tampere | Elektromont Arena, Vrchlabí |

| Szczegóły      | Szczegóły                                                      | Szczegóły                 | Szczegóły                                  | Szczegóły                               |
| -------------- | -------------------------------------------------------------- | ------------------------- | ------------------------------------------ | --------------------------------------- |
| Godzina: 18:00 | P. Sýkora 48:42 (PP) R. Somík 56:28 (EQ) T. Zohorna 65:00 (PS) | (0:1, 0:0, 2:1, 0:0, 1:0) | 12:39 (EQ) O. Palola 58:00 (EQ) J. Malinen | Widzów: 1 325 Sędzia główny: Ján Hribik |
| Godzina: 18:00 | 12 min                                                         |                           | 12 min                                     | Widzów: 1 325 Sędzia główny: Ján Hribik |

| 31 sierpnia 2013 | SC Bern | 1:2 | Brynäs IF | Postfinance Arena, Berno |

| Szczegóły      | Szczegóły           | Szczegóły       | Szczegóły                               | Szczegóły                                    |
| -------------- | ------------------- | --------------- | --------------------------------------- | -------------------------------------------- |
| Godzina: 19:45 | A. Hänni 03:57 (EQ) | (1:1, 0:0, 0:1) | 14:52 (EQ) A. Rödin 55:04 (EQ) A. Rödin | Widzów: 1 507 Sędzia główny: Stefan Eichmann |
| Godzina: 19:45 | 16 min              |                 | 16 min                                  | Widzów: 1 507 Sędzia główny: Stefan Eichmann |

| 1 września 2013 | Bílí tygři Liberec | 3:1 | Turun Palloseura | Tipsport Arena Liberec, Liberec |

| Szczegóły      | Szczegóły                                                        | Szczegóły       | Szczegóły                  | Szczegóły     |
| -------------- | ---------------------------------------------------------------- | --------------- | -------------------------- | ------------- |
| Godzina: 17:30 | J. Hunkes 33:51 (SH) P. Vampola 42:31 (EQ) P. Vampola 59:55 (EN) | (0:0, 1:1, 2:0) | 25:01 (EQ) V-M. Vittasmäki | Widzów: 1 125 |
| Godzina: 17:30 | 12 min                                                           |                 | 10 min                     | Widzów: 1 125 |

| 5 września 2013 | Turun Palloseura | 1:2 pk. | Tappara Tampere | HK Areena, Turku |

| Szczegóły      | Szczegóły           | Szczegóły                 | Szczegóły                                  | Szczegóły                                                                |
| -------------- | ------------------- | ------------------------- | ------------------------------------------ | ------------------------------------------------------------------------ |
| Godzina: 18:30 | J. Pulli 55:00 (EQ) | (0:0, 0:0, 1:1, 0:0, 0:1) | 59:20 EQ0 N. Bailen 65:00 (PS) P. Jormakka | Widzów: 3 578 Sędzia główny: Antti Boman Sędziowie liniowi: Jari Levonen |
| Godzina: 18:30 | 6 min               |                           | 8 min                                      | Widzów: 3 578 Sędzia główny: Antti Boman Sędziowie liniowi: Jari Levonen |

| 5 września 2013 | SC Bern | 5:3 | Fribourg-Gottéron | BCF Arena, Fryburg |

| Szczegóły      | Szczegóły | Szczegóły       | Szczegóły                                                         | Szczegóły                                 |
| -------------- | --- | --------------- | ----------------------------------------------------------------- | ----------------------------------------- |
| Godzina: 19:45 | G. Mauldin 09:18 (PP) A. Miettinen 12:30 (PP) G. Mauldin 20:52 (EQ) T. Monnet 34:18 (EQ) A. Lauper 59:38 (EN) | (2:1, 2:0, 1:2) | 15:06 (EQ) R. Gardner 52:02 (EQ) M. Lehtonen 55:59 (EN) J. Vermin | Widzów: 2 579 Sędzia główny: Brent Reiber |
| Godzina: 19:45 | 36 min |                 | 16 min                                                            | Widzów: 2 579 Sędzia główny: Brent Reiber |

| 6 września 2013 | HC Pardubice | 4:3 | Bílí tygři Liberec | CEZ Arena, Pardubice |

| Szczegóły      | Szczegóły                                                                       | Szczegóły       | Szczegóły                                                        | Szczegóły   |
| -------------- | ------------------------------------------------------------------------------- | --------------- | ---------------------------------------------------------------- | ----------- |
| Godzina: 18:00 | R. Kousal 02:48 (EQ) P. Sýkora 05:36 (EQ) J.Kolá 06:48 (EQ) P.Sýkora 14:34 (PP) | (4:1, 0:2, 0:0) | 08:38 (PP) M. Bartek 12:48 (EQ) T. Filippi 25:40 (EQ) P. Kolmann | Widzów: 858 |
| Godzina: 18:00 | 33 min                                                                          |                 | 12 min                                                           | Widzów: 858 |

| 6 września 2013 | Brynäs IF | 5:4 | Djurgårdens IF | Läkerol Arena, Gävle |

| Szczegóły      | Szczegóły | Szczegóły       | Szczegóły                                                                                 | Szczegóły                                                                        |
| -------------- | --- | --------------- | ----------------------------------------------------------------------------------------- | -------------------------------------------------------------------------------- |
| Godzina: 18:00 | G. Scott 06:19 (PP) S. Bertilsson 08:10 (EQ) A. Thuresson 42:16 (EQ) S. Bertilsson 50:18 (PP) R. Jacobsson 56:06 (EQ) | (2:0, 0:1, 3:3) | 23:41 (PP) M. Holmqvist 51:47 (EQ) H. Eriksson 56:26 (EQ) M. Sörensen 58:03 (EQ) M. Guter | Widzów: 2 932 Sędzia główny: Marcus Winnerborg Sędziowie liniowi: Wolmer Edqvist |
| Godzina: 18:00 | 6 min |                 | 24 min                                                                                    | Widzów: 2 932 Sędzia główny: Marcus Winnerborg Sędziowie liniowi: Wolmer Edqvist |

| 6 września 2013 | Tappara Tampere | 5:3 | Turun Palloseura | Hakametsä, Tampere |

| Szczegóły      | Szczegóły | Szczegóły       | Szczegóły                                                       | Szczegóły                                                                   |
| -------------- | --- | --------------- | --------------------------------------------------------------- | --------------------------------------------------------------------------- |
| Godzina: 18:30 | P. Jormakka 17:50 (EQ) N. Bailen 32:19 (PP) J. Peltola 37:31 (EQ) J-M. Järvinen 47:10 (EQ) O. Palola 57:56 (EQ) | (1:0, 2:2, 2:1) | 24:46 (EQ) K. Mähönen 27:42 (EQ) D. Sexton 57:31 (PP) D. Sexton | Widzów: 1 918 Sędzia główny: Timo Favorin Sędziowie liniowi: Jari Leppäalho |
| Godzina: 18:30 | 26 min |                 | 32 min                                                          | Widzów: 1 918 Sędzia główny: Timo Favorin Sędziowie liniowi: Jari Leppäalho |

| 7 września 2013 | Djurgårdens IF | 5:2 | Brynäs IF | Hovet, Sztokholm |

| Szczegóły      | Szczegóły | Szczegóły       | Szczegóły                                   | Szczegóły                                                                         |
| -------------- | --- | --------------- | ------------------------------------------- | --------------------------------------------------------------------------------- |
| Godzina: 16:00 | M. Guter 24:28 (PP) M. Sörensen 40:56 (PP) M. Ljungh 54:47 (EQ) M. Ahlén 57:34 (EN, SH) R. Norell 58:01 (EN, SH) | (0:0, 1:2, 4:0) | 06:16 (EQ) G. Scott 07:39 (EQ) R. Gunderson | Widzów: 2 968 Sędzia główny: David Bergman Sędziowie liniowi: Chrisoffer Karlsson |
| Godzina: 16:00 | 12 min |                 | 14 min                                      | Widzów: 2 968 Sędzia główny: David Bergman Sędziowie liniowi: Chrisoffer Karlsson |

| 7 września 2013 | SC Bern | 4:2 | Fribourg-Gottéron | PostFinance-Arena, Berno |

| Szczegóły      | Szczegóły                                                                              | Szczegóły       | Szczegóły                              | Szczegóły                                    |
| -------------- | -------------------------------------------------------------------------------------- | --------------- | -------------------------------------- | -------------------------------------------- |
| Godzina: 19:45 | 09:14 (EQ) D. Rubin 20:59 (EQ) M. Lehtonen 47:51 (PP) D. Rubin 59:08 (EN, SH) P.Berger | (1:0, 1:1, 2:1) | 32:19 (EQ) M. Ngoy 53:11 (EQ) A. Bykov | Widzów: 2 090 Sędzia główny: Stefan Eichmann |
| Godzina: 19:45 | 12 min                                                                                 |                 | 44 min                                 | Widzów: 2 090 Sędzia główny: Stefan Eichmann |

| 8 września 2013 | Bílí tygři Liberec | 3:2 | HC Pardubice | Tipsport Arena Liberec, Liberec |

| Szczegóły      | Szczegóły                                                     | Szczegóły       | Szczegóły                                  | Szczegóły     |
| -------------- | ------------------------------------------------------------- | --------------- | ------------------------------------------ | ------------- |
| Godzina: 17:30 | A. Dušek 39:30 (EQ) M. Bulíř 58:39 (PP) P. Vampola 59:30 (EQ) | (0:0, 1:2, 2:0) | 24:52 (EQ) J. Veselý 30:18 (EQ) J. Vasicek | Widzów: 1 472 |
| Godzina: 17:30 | 4 min                                                         |                 | 6 min                                      | Widzów: 1 472 |

Tabela Dywizji Wschodniej
| Lp. | Zespół             | M | Pkt | W | WpD | PpD | P | G + | G – | +/− |
| --- | ------------------ | - | --- | - | --- | --- | - | --- | --- | --- |
| 1   | Djurgårdens IF     | 8 | 18  | 5 | 1   | 1   | 1 | 26  | 20  | +6  |
| 2   | Turun Palloseura   | 8 | 13  | 3 | 1   | 2   | 2 | 23  | 22  | +1  |
| 3   | Brynäs IF          | 8 | 13  | 4 | 0   | 1   | 3 | 20  | 24  | –4  |
| 4   | Tappara Tampere    | 8 | 12  | 3 | 1   | 1   | 3 | 24  | 22  | +2  |
| 5   | HC Pardubice       | 8 | 12  | 3 | 1   | 1   | 3 | 22  | 20  | +2  |
| 6   | Fribourg-Gottéron  | 8 | 11  | 2 | 2   | 1   | 3 | 23  | 24  | –1  |
| 7   | Bílí tygři Liberec | 8 | 9   | 3 | 0   | 0   | 5 | 26  | 27  | –1  |
| 8   | SC Bern            | 8 | 8   | 2 | 1   | 0   | 5 | 19  | 24  | –5  |

Lp. = lokata, M = liczba rozegranych spotkań, Pkt = Liczba zdobytych punktów, W = Wygrane, WpD = Wygrane po dogrywce lub karnych, PpD = Porażki po dogrywce lub karnych, P = Porażki, G+ = Gole strzelone, G- = Gole stracone, +/− = bilans bramek